# Lista över länsvägar i Skåne län
Detta är en lista över länsvägar i Skåne län. 
Numren på de övriga länsvägarna (500 och uppåt) är unika per län, vilket innebär att vägar i olika län kan ha samma nummer. För att hålla isär dem sätts länsbokstaven framför numret.
Rv är för riksvägar. Länsvägar inom länet, även primära, redovisas här utan M.

## Primära länsvägar 100–499
| Väg    | Sträckning |
| ------ | --- |
| 100    | Skanör/Falsterbo - tpl 8 Vellinge S(E6) |
| 100.01 | Mellangatan i Skanör |
| 100.02 | Falsterbovägen i Falsterbo |
| 101    | Malmö, tpl Jägersro(E65.01) - cpl Klörup(108) - Brasakallt(9). Genomfart Malmö: Käglingevägen |
| 102    | Tpl Sandåkra(E65) - Veberöd(102.02, 102.01) - tpl Veberöd – cpl Dalby (11) – tpl 21 Gastelyckan (E22) |
| 102.01 | Veberöd(102,102.02) - Veberöd Ö(11) |
| 102.02 | Förbindelseväg i Veberöd(102, 102.01) |
| 103    | Tpl 20 Lomma(E6) - cpl Flackarp(108) - tpl Värpinge(108) - cpl Fjelievägen i Lund(E6.02) |
| 104    | Cpl Saxtorp(110) - Kävlinge(Tungan)(108) - Kävlinge(108) - tpl 23 Gårdstånga(E22, 113) - S Åsum(13) |
| 105    | Tpl 37 Hjärnarp(E6/E20, 1793) - Förslöv - Grevie - V Karup - Hov(115) - Torekov. Genomfart Torekov: Strömmen, Storgatan, Båstadsvägen |
| 106    | Teckomatorp(17) - Kågeröd(109) |
| 107    | Bjuv(110) - Brogårda - Ekebro - tpl 32 Strövelstorp(E6/E20) - cpl N Varalöv V(112) – cpl Brännborn(13, 1710). Genomfart Ängelholm: Helsingborgsvägen, Kungsgårdsleden |
| 108    | Trelleborg(9) - cpl Klörup(101) - tpl 11 Svedala(E65) - tpl Staffanstorp Ö(11) - tpl 19 Lund S(E22) - cpl Flackarp(103) - tpl Värpinge(103) - tpl Gunnesbo(E6.02) - Kävlinge(104) samt cpl Tungan(104, 926) - Marieholm(17 - 17) - Ask(109) - Röstånga(13) - Hyllstofta(21) - Perstorp, cpl Arons väg (21) - Bälinge(24, 1876, 1848) - tpl 72 Örkelljunga(E 4). Genomfart Trelleborg: Bryggaregatan – Lundavägen. Genomfart Perstorp: Arons väg - Oderljungavägen |
| 109    | Tpl 28 Helsingborg S(E4, E6/E20) - cpl Bårslöv(1370) - tpl Välluv(1371) - cpl Ekeby(110, 1173) - Billesholm(110) - Kågeröd(106) - Ask(108) |
| 110    | Tpl 24 Lundåkra(E6/E20) - cpl Saxtorp(104) - cpl N Möinge(17) - cpl Ekeby(109) - Billesholm(109) - Bjuv(107) - tpl 65 Hyllinge(E4) |
| 111    | Helsingborg, tpl 27 Ättekulla(E4) - tpl Brohult(E4.23) - Höganäs(112) - Mölle. Genomfart Helsingborg: Österleden. Genomfart Höganäs: Södra vägen - Kullagatan |
| 112    | Höganäs(111) - cpl N Varalöv V(107) - tpl 33 N Varalöv(E6) - tpl 67 Åstorp(E4, 21) |
| 113    | Tpl 23 Gårdstånga (E22, 104) - cpl Eslöv N (17) - Hasslebro (13) |
| 114    | Munka Ljungby(13) - Örkelljunga(1846, 24) |
| 115    | Torekov(105) - Hov(105) - Båstad(1749, 1730) - tpl 39 Ö Karup(E6/E20) - Hallands länsgräns vid Ö Karup(- Våxtorp). Genomfart Torekov: Strömmen, Storgatan, Båstadsvägen. Genomfart Båstad: Torekovsvägen, Köpmansgatan, Hallandsvägen |
| 116    | Tpl 44 Bromölla(Jägartorpet)(E 22, 2083) - Blekinge länsgräns vid Östad(- Olofström). Genomfart: Bromölla: Öster om centralorten |
| 117    | Hässleholm, tpl Vankiva(21) - Kronobergs länsgräns vid Högholma(- Markaryd) |
| 118    | Olseröd(19) - tpl 40 Hammar(E22) - Bjärlöv(19) |
| 119    | Hässleholm, tpl Stoby(21, 1928) - cpl Ljunghuset(23, 2022) - Skea - Broby(19) - Lönsboda(121, 15) - Blekinge länsgräns vid Hjortnabben(- Ryd) |
| 121    | Lönsboda(15, 119, 2101) - Loshult(23) |

## 500–599
- Länsväg M 500: Åkersborg (E6/E22) – Vellinge (585, 525, 586) – trafikplats 9 Vellinge N (E6/E22, 526) – Hököpinge (527, 528, 567) – Gässie (529) – Tygelsjö (565, 530) – V Klagstorp (533, 560) – Naffentorp (558) – Malmö (Annetorpsvägen/Pildammsvägen)
- Länsväg M 501: Falsterbo (100.02) – Haga (100) – Skanör (100.01)
- Länsväg M 510: Fotevik (100) – Hammarsnäs
- Länsväg M 511: Höllviken (100, 512) – Kämpinge (585) – Fredshög (515) – Skansagården (513) – Fågelvik (E6/E22)
- Länsväg M 512: Höllviken, cirkulationsplats St Hammar S (511) – Kungstorp (585)
- Länsväg M 513: Skansagården (511) – Maglarp (514)
- Länsväg M 514: Maglarp (513) – cirkulationsplats Maglarp (E6/E22, 633)
- Länsväg M 515: Fredshög (511) – Lyckebo (516) – Axeltofta (517) – Räng (519, 521)
- Länsväg M 516: Lyckebo (515) – Maglarp (E6/E22, 633.01)
- Länsväg M 517: Kämpinge (519) – Axeltofta (515) – Skegrie (520) – Skegrie (628)
- Länsväg M 519: Kämpinge (585, 517) – Räng (515)
- Länsväg M 520: Räng (521) – Skegrie (517)
- Länsväg M 521: St Hammars gamla kyrka (585, 521.01) – Räng (515, 520) – Håslöv (E6/E22, 607)
- Länsväg M 521.01: väg till St Hammars gamla kyrka
- Länsväg M 525: Vellinge väster (585) – Vellinge (500)
- Länsväg M 526: trafikplats 9 Vellinge N (500, E6/E22) – Lindhem (527) – Fädershill
- Länsväg M 527: Lindhem (526) – Hököpinge (500)
- Länsväg M 528: Hököpinge (500, 567) – Janstorp
- Länsväg M 529: Gässie (500) – Sjötorp (530) – Klagshamn (533)
- Länsväg M 530: Tygelsjö (500) – Sjötorp (529)
- Länsväg M 533: V Klagstorp (500, 560) – Klagshamn (529) – Strandhem (558) – Bunkeflostrand (539)
- Länsväg M 539: Bunkeflostrand (533) – Malmö (cirkulationsplats Lorensborgsgatan)
- Länsväg M 545: Lockarp (558) – trafikplats 13 Lockarp (E6/E20/E22) – Malmö, trafikplats Fosie by (E6.01)
- Länsväg M 558: Strandhem (533) – Naffentorp (500) – Lockarp (566, 545, 562) – Kristineberg (101)
- Länsväg M 559: Kristineberg (101) – Oxie (833) – trafikplats 13 Oxie (E65) – N Oxie (832) – Ö Kattarp (835)
- Länsväg M 560: V Klagstorp (500, 533) – trafikplats 11 V Klagstorp (E6/E22) – Rå (566)
- Länsväg M 561: Haga (566) – Glostorp (565, 562) – Krumby (568) – Käglinge (101)
- Länsväg M 562: Glostorp (561, 565) – Lockarp (558)
- Länsväg M 563: Käglinge (101) – Bönnarp (569)
- Länsväg M 565: Tygelsjö (500) – Kullåkra (566) – Glostorp (561, 562)
- Länsväg M 566: Arrie (101, 570, 568) – Hököpinge kyrkby (574, 572) – Kullåkra (565) – Haga (561) – Rå (560) – Lockarp (558)
- Länsväg M 567: väg genom Hököpinge (500, 572)
- Länsväg M 568: Krumby (561) – Arrie (566)
- Länsväg M 569: Arrie (570) – Bönnarp (563) – Törringe (571, 833)
- Länsväg M 570: Arrie (101, 566, 569) – Kruseberg (571)
- Länsväg M 571: Broddahill (101) – Kruseberg (570, 575) – Törringe (569)
- Länsväg M 572: Vellinge (585, 586) – Eskilstorp (582) – Hököpinge (567, 573) – Hököpinge kyrkby (566)
- Länsväg M 573: S Åkarp (582) – Hököpinge (572)
- Länsväg M 574: Hököpinge kyrkby (566) – Hötofta (580, 581) – V Ingelstad (591, 597)
- Länsväg M 575: V Kärrstorp (579) – Bröddarp (576) – Kruseberg (571)
- Länsväg M 576: Bröddarp (575) – Kärrstorp (577) – Ljunghusen (833, 829)
- Länsväg M 577: V Kärrstorp kyrka (579) – Kärrstorp (576)
- Länsväg M 578: L Svedala (579) – Hyltarp (833)
- Länsväg M 579: V Ingelstad (597, 101) – V Kärrstorp (575) – V Kärrstorps kyrka (577) – L Svedala (593, 578) – Svedala (595)
- Länsväg M 580: Hötofta (584, 574)
- Länsväg M 581: Hötofta (574) – Broddahill (101)
- Länsväg M 582: Eskilstorp (572) – S Åkarp (573, 583)
- Länsväg M 583: Herrestorp (585) – S Åkarp (582) – Eneborg (584) – Vattle skola (589) – Olsborg (584)
- Länsväg M 584: Eneborg (583) – Hötofta (580) – Olsborg (583) – Mellan-Grevie (591)
- Länsväg M 585: Kämpinge (511, 519) – St Hammars gamla kyrka (521) – Kungstorp (512) – trafikplats Kungstorp (100) – Vellinge väster (525) – Vellinge (500, 572) – Herrestorp (583) – Backa (588) – V Grevie (589) – Mellan-Grevie (590, 591) – Ö Grevie (616)
- Länsväg M 586: Vellinge (Norra Leden) (500, E6/E22, 572)
- Länsväg M 588: Fuglie kyrka (607) – Backa (585)
- Länsväg M 589: V Grevie (585) – Vattle skola (583)
- Länsväg M 590: Fuglie (607) – Mellan-Grevie (585)
- Länsväg M 591: Mellan-Grevie (585, 584) – V Ingelstad (574)
- Länsväg M 593: Klörup (101, 593.01) – L Svedala (579)
- Länsväg M 593.01: förbindelseväg i Klörup (593, 101, 614)
- Länsväg M 595: L Alstad (622) – Tegelberga (101) – Elinedal (625) – Almliden (108) – Svedala (E65)
- Länsväg M 596: Svedala (108) – Vanamådan (817) – Perstorp (E65, 814)
- Länsväg M 597: väg genom V Ingelstad (101, 574, 579, 101)

## 600–699
- Länsväg M 600: N Lindholmen (662) – Börringekloster (E65)
- Länsväg M 607: Håslöv (E6/E22, 608, 608, 612) – Fuglie kyrka (609, 588, 610) – Fuglie (590) – Steglarp (613, 614) – Ö Grevie (615, 616)
- Länsväg M 608: väg till och förbi Håslövs kyrka (607, 607)
- Länsväg M 609: Bodarps kyrka (612) – Fuglie kyrka (607)
- Länsväg M 610: Fuglie kyrka (607) – N Värlinge (613)
- Länsväg M 612: Håslöv (607) – Bodarps kyrka (609) – V Värlinge (628, 618) – Ö Värlinge (629, 613) – Hammarlövs kyrka (630) – V Vemmerlöv (108, 639)
- Länsväg M 613: Ö Värlinge (612) – N Värlinge (618, 610) – Steglarp (607)
- Länsväg M 614: Steglarp (607) – Hagalid (615) – St Slågarp (618, 617) – Klörup (620, 101, 593.01)
- Länsväg M 615: Villie (618) – Hagalid (614) – Ö Grevie (607)
- Länsväg M 616: Ö Grevie (101, 607, 585, 101)
- Länsväg M 617: St Slågarp (614, 618) – Möllekorset (101)
- Länsväg M 618: V Värlinge (612) – N Värlinge (613) – Villie (630, 615) – St Slågarp (619, 614, 617)
- Länsväg M 619: St Slågarp (618) – L Slågarps kyrka (620)
- Länsväg M 620: Sjörup (108) – L Slågarp (619) – Klörup (614)
- Länsväg M 621: Haglösa (108) – V Alstads kyrka (622) – Alstad (101)
- Länsväg M 622: V Alstads kyrka (621) – L Alstad (595) – Fru Alstads kyrka (659)
- Länsväg M 625: Elinedal (595) – Lieholm (660)
- Länsväg M 628: Skegrie (635) – V Värlinge (612)
- Länsväg M 629: Snarringe (635) – Ö Värlinge (612)
- Länsväg M 630: V Tommarp (635) – Hammarlövs kyrka (612) – Villie (618)
- Länsväg M 633: cirkulationsplats Maglarp (E6/E22, 514, 633.01) – V Tommarp (635)
- Länsväg M 633.01: förbindelseväg i Maglarp (633, E6/E22, 516)
- Länsväg M 635: Skegrie (628) – Snarringe (629) – V Tommarp (633, 630) – Trelleborg (108)
- Länsväg M 639: V Vemmerlöv (108, 612) – Gylle (642)
- Länsväg M 640: Trelleborg (667) – Karlsnäs (642)
- Länsväg M 642: Trelleborg (Rv9, 667) – Karlsnäs (640, 645) – Gylle (647, 639) – Haglösa (108). Genomfart Trelleborg: Glasbruksvägen – Tallvägen – Köpingegatan
- Länsväg M 643: Gislövsgården (Rv9) – Gislöv (646, 667)
- Länsväg M 644: Dalköpinge kyrka (667) – Fjärdingslöv (645)
- Länsväg M 645: Karlsnäs (642) – Fjärdingslöv (644, 647)
- Länsväg M 646: Gislövs läge (Rv9) – Gislöv (643)
- Länsväg M 647: Gislöv (667) – Idala (649) – Fjärdingslöv (645) – Torshög (648) – Gylle (642)
- Länsväg M 648: Torshög (647) – V Virestad (649)
- Länsväg M 649: Idala (647) – V Virestad (648, 650) – Alstadsgården (659)
- Länsväg M 650: V Virestad (649) – Bösarp (659)
- Länsväg M 656: Noranäs (667) – S Virestad (658, 659) – Bakvångsgården (666) – Anderslöv (101)
- Länsväg M 658: S Virestad (656) – Simlinge (663)
- Länsväg M 659: S Virestad (656) – Bösarp (661, 650) – Alstadsgården (649) – Fru Alstad (622, 101, 660)
- Länsväg M 660: Fru Alstad (101, 659) – Lieholm (625) – Ränneholm (662)
- Länsväg M 661: Bösarp (659) – Markie skola (101)
- Länsväg M 662: Markie skola (101) – Ränneholm (660) – N Lindholmen (600) – Svedala (108)
- Länsväg M 663: Simremarken (Rv9) – Simlinge (667, 667, 658) – N Åby (666, 666) – Fröjdenborg (680) – Anderslöv (101)
- Länsväg M 664: Simremarken (Rv9) – Simrisdal (665) – S Åby (666)
- Länsväg M 665: Simrisdal (664) – L Isie kyrka (666)
- Länsväg M 666: Böste läge (Rv9) – V Torp (673) – L Isie kyrka (674, 665) – L Isie (675) – S Åby (664, 677, 667) – N Åby (663, 663) – Bakvångsgården (656)
- Länsväg M 667: Trelleborg (642, 640) – Dalköpinge kyrka (644) – Gislöv (643, 647) – Noranäs (656) – Simlinge (663, 663) – S Åby (666, 678) – Vallby (674) – Ö Klagstorp (691, 693, 693) – Toarp (692) – Källstorp (706, 706) – Källstorpsgården (668) – St Beddinge (700, 711) – Guldkorset (707) – Tullstorp (718) – Skåningagården (101). Genomfart Trelleborg: Engelbrektsgatan
- Länsväg M 668: Källstorpsgården (667) – Beddingegården (707)
- Länsväg M 671: Anderslöv (101) – Sörby (681) – Sörbyholm (682) – S Börringe (683) – Börringekloster (E65)
- Länsväg M 673: V Torp (666) – Ö Torp (689)
- Länsväg M 674: L Isie kyrka (666) – St Isie (675, 686, 677) – Vallby (667) – Vallby Norrmark (687, 680) – Grönby (101)
- Länsväg M 675: L Isie (666) – St Isie (674)
- Länsväg M 677: St Isie (674) – S Åby (678, 666)
- Länsväg M 678: förbindelseväg i S Åby (677, 667)
- Länsväg M 680: Fröjdenborg (663) – Vallby Norrmark (674)
- Länsväg M 681: Sörby (671) – Grönby kyrka (684)
- Länsväg M 682: Sörbyholm (671) – N Grönby (684)
- Länsväg M 683: S Börringe (671) – Havgård (684)
- Länsväg M 684: Grönby (101) – Grönby kyrka (681) – N Grönby (682) – Havgård (683) – Ramnakärr (688) – Lemmeströ (E65)
- Länsväg M 685: Helmerslund (689) – St Isie (686)
- Länsväg M 686: St Isie (674, 685) – Hemmesdynge kyrka (689) – Kronoslätt (691) – Äspö (693)
- Länsväg M 687: Vallby Norrmark (674) – Brönnestad (693) – L Jordberga (695) – Källstorp (706)
- Länsväg M 688: Ramnakärr (684) – Gärdslöv (697, 710, 696) – Svenstorp (714)
- Länsväg M 689: Smygehamn (Rv9) – Ö Torp (690, 673) – Helmerslund (685) – Hemmesdynge kyrka (686)
- Länsväg M 690: väg till Ö Torps kyrka (689)
- Länsväg M 691: Smygehamn (692) – Kronoslätt (686) – Ö Klagstorp (667)
- Länsväg M 692: Smygehamn (Rv9, 691) – Äspö (693, 699) – Toarp (667)
- Länsväg M 693: Äspö kyrka – Äspö (692, 686) – Ö Klagstorp (667, 667) – Brönnestad (687) – Hönsinge (101)
- Länsväg M 694: Hönsinge (101) – Assartorp (696)
- Länsväg M 695: L Jordberga (687) – Slättåkra (101)
- Länsväg M 696: Slättåkra (101) – Assartorp (694) – Gärdslöv (710, 688)
- Länsväg M 697: Gärdslöv (688) – Stenbäck (E65, 790)
- Länsväg M 699: Äspö (692) – Annexdal (706)

## 700–799
- Länsväg M 700: Annexdal (706) – St Beddinge (700.01, 667)
- Länsväg M 700.01: förbindelseväg i St Beddinge (700, 711)
- Länsväg M 706: Beddingestrand (Rv9) – Annexdal (699, 700) – Källstorp (667, 667, 687) – Jordberga (707) – Tubbarp (101)
- Länsväg M 707: Jordberga (706) – Beddingegården (668) – Guldkorset (667)
- Länsväg M 708: Skålekakan (101) – Önnarp (710, 709, 716) – Tre Kronor (714)
- Länsväg M 709: Tingbacken (101) – Önnarp (708)
- Länsväg M 710: Önnarp (708) – Gärdslöv (696, 688)
- Länsväg M 711: Skateholm (Rv9) – St Beddinge (700.01, 713, 667)
- Länsväg M 713: St Beddinge (711) – Backagården (718) – Vemmenhögsgården (720) – Ö Vemmenhög (101)
- Länsväg M 714: Skåningagården (101) – V Vemmenhög (716) – Lindbyvärn (723) – Tre Kronor (708, 725) – Svenstorps kyrka (726) – Svenstorp (688) – Skurup (cirkulationsplats Södergatan – trafikplats Skurup) (E65)
- Länsväg M 716: V Vemmenhög (714) – Önnarp (708)
- Länsväg M 718: Backagården (713) – Tullstorp (667)
- Länsväg M 719: Bingsmarken (Rv9) – Dybäcks skola (720) – Dybäck (730) – Mariefält (733) – Möllerup (734)
- Länsväg M 720: Dybäcks skola (719) – Vemmenhögsgården (713)
- Länsväg M 721: Ö Vemmenhög (101, 722, 723) – Lindbyholm (724) – Lindby (725) – Kishög (727) – Skurup (732, 755)
- Länsväg M 722: väg genom Ö Vemmenhög (721, 101)
- Länsväg M 723: Ö Vemmenhög (721) – Lindbyvärn (714)
- Länsväg M 724: Linbyholm (721) – Ängdala (727)
- Länsväg M 725: Tre Kronor (714) – Lindby (726, 721)
- Länsväg M 726: Lindby (725) – Svenstorps kyrka (714)
- Länsväg M 727: Ölöv (101) – Ängdala (724) – Hassle-Bösarp (731) – Kishög (721)
- Länsväg M 730: Dybäck (719) – Ö Vemmenhög (101)
- Länsväg M 731: Hassle-Bösarp (727) – Hassle-Bösarps kyrka (732) – Torsjö (755)
- Länsväg M 732: Hassle-Bösarps kyrka (731) – Skurup (721)
- Länsväg M 733: Hörte (Rv9) – Mariefält (719) – Almaröd (101)
- Länsväg M 734: Abbekås (Rv9) – Möllerup (719) – Skivarp (101)
- Länsväg M 736: väg till Abbekås fiskehamn (Rv9)
- Länsväg M 737: Osbron (Rv9) – Mossby (101)
- Länsväg M 738: Skivarp (101, 738.01) – Torsvik (755)
- Länsväg M 738.01: förbindelseväg i Skivarp mot Mossby (739, 101)
- Länsväg M 739: Skivarp (101, 738.01) – Tingaröd (748) – V Nöbbelövs kyrka (749) – Sjörups prästgård (750) – Sjörup (756, 756, 751) – Snårestad (742, 743) – Balkåkra (745) – Ruuthsbo (746) – Bjärsjöholm (E65, 740)
- Länsväg M 740: Bjärsjöholm (E65, 739) – Bjäresjö kyrka (746) – Bjäresjö (1000) – Hunnestad (999) – Skårby kyrka (745) – Skårby (982) – Gussnava (766) – Rögla (777, 756) – Bleckstorp (749) – St Topphem (988) – Skoghult (779) – Hylla (767) – Blentarp (983, 794, 784, 794) – Everlöv (788, 788) – Hasslemölla (102.01)
- Länsväg M 742: Högasten (Rv9) – Snårestad (739)
- Länsväg M 743: Brunnstorp (Rv9) – Charlottenlund (744) – Snårestad (739) – Marsvinsholm (745)
- Länsväg M 744: Charlottenlund (743) – Balkåkra södra skola (745) – Skönadal (746)
- Länsväg M 745: Svarte (Rv9) – Balkåkra södra skola (744) – Balkåkra (739) – Marsvinsholm (743, 766, E65) – Hunnestadsmölla (999) – Skårby kyrka (740)
- Länsväg M 746: Vilhemsborg (Rv9) – Skönadal (744) – Ruuthsbo (739) – Bjäresjö kyrka (E65, 740)
- Länsväg M 748: Tinaröd (739) – Tånebro (757, 757) – Örsjödal (762) – Örsjö (767)
- Länsväg M 749: Mossby (101) – V Nöbbelövs kyrka (739) – Bergakorset (757) – Katslösa (751) – Varmlösa (765, E65) – Kadesjö (771) – Vaktholmen (777) – Bleckstorp (740)
- Länsväg M 750: Sjörups prästgård (739) – Katslösa (751)
- Länsväg M 751: Katslösa (749, 750) – Karlsborg (763) – Vallösa kyrka (756, 756) – Sjörup (739)
- Länsväg M 755: Skivarp (101) – Torsvik (738) – Torsjö (757, 731) – Skurup (768, 721, 769) – trafikplats Sandåkra (E65, 102)
- Länsväg M 756: Brasakallt (Rv9) – Sjörup (739, 739) – Vallösa kyrka (751, 751) – S Vallösa (764) – trafikplats Rynge (E65) – Rynge gård (771) – Rögla (777, 740)
- Länsväg M 757: Torsjö (755, 767) – Tånebro (748, 748) – Bergakorset (749)
- Länsväg M 762: Örsjödal (748) – Rydsgård (767)
- Länsväg M 763: Karlsborg (751) – Nykulla gård (764) – N Vallösa (E65)
- Länsväg M 764: Nykulla gård (763) – S Vallösa (756)
- Länsväg M 765: Varmlösa (749) – Villie kyrka (770)
- Länsväg M 766: Marsvinsholm (745) – Västregård (E65) – Gussnava (771, 740)
- Länsväg M 767: Torsjö (757) – Örsjö (769, 748) – Rydsgård (762) – Villie kyrka (770) – S Villie (E65, 775) – Rydsgårds gård (777) – Beden (779) – Hylla (ort) (740)
- Länsväg M 768: Skurup (755) – Hylteberga (769) – Sandåkra skola (E65) – Kosbjär (784)
- Länsväg M 769: Skurup (755) – Hylteberga (768) – Ängadal (774) – Örsjö (767)
- Länsväg M 770: Villie kyrka (767, 770.01, 765) – Trunnerup (777)
- Länsväg M 771: Kadesjö (749) – Rynge gård (756, 756) – Gussnava (766)
- Länsväg M 774: Ängadal (769) – Ängamöllan (E65) – Slimminge (777)
- Länsväg M 775: S Villie (767) – Ekarp (777)
- Länsväg M 776: Rävamöllan (777) – St Rockarp (790)
- Länsväg M 777: Skurup, trafikplats Skurup (E65) – Rävamöllan (776) – Brodda (102) – Raby (782) – Slimminge (784, 774, 781) – Ekarp (775, 778) – Rydsgårds gård (767) – Trunnerup (770) – Vaktholmen (749) – Rögla (756, 740, 777) – Killeröd (982)
- Länsväg M 778: Ekarp (777) – Slimminge (784)
- Länsväg M 779: Beden (767) – Skogshult (740)
- Länsväg M 780: Klämman (784) – Skönabäck (102)
- Länsväg M 781: förbindelseväg i Slimminge (777, 784)
- Länsväg M 782: Raby (777) – Klämman (784)
- Länsväg M 783: Kullaröd (790) – Annavälla (102)
- Länsväg M 784: Sandåkra (102) – Kosbjär (768) – Slimminge (777, 781, 778) – Klämman (782, 780) – Hommeryd (785) – Hallamölla (786) – Blentarp (794, 740)
- Länsväg M 785: Ramslid (102) – Korrarp (786) – Hommeryd (784)
- Länsväg M 786: Korrarp (785) – Hallamölla (784)
- Länsväg M 787: Vegarp (790) – Svarvaretorp (791)
- Länsväg M 788: Kläggeröd (102) – Everlöv (740, 740) – Ilstorps kyrka (979)
- Länsväg M 789: St Perstorp (791) – Dörröd (102)
- Länsväg M 790: Stenbäck (E65, 697) – Iglesjö (793) – St Rockarp (776) – Kullaröd (783, 795) – Vegarp (787) – Häckeberga (791, 797) – Genarp (798) – Björnstorps torg (807) – S Ugglarp (800) – Skälbäck (Rv11)
- Länsväg M 791: Skottarp (102) – Svarvaretorp (787) – St Perstorp (789) – Häckeberga (790)
- Länsväg M 793: Lemmeströ (E65) – Iglesjö (790)
- Länsväg M 794: väg genom Blentarp (740, 784, 740)
- Länsväg M 795: Kullaröd (790) – Degeberga (796) – Nötabo (797) – Nygård (811)
- Länsväg M 796: Degeberga (795) – Skoggård (797)
- Länsväg M 797: Nötabo (795) – Skoggård (796) – Häckeberga (790)
- Länsväg M 798: Sjöstorp (102) – Bjällerup (888, 887) – trafikplats Kyrkheddinge (Rv11) – Flintevång (799) – Rosenhill (825) – Örupsgården (820) – Esarps kyrka (808) – Äspet (811) – Genarp (790)
- Länsväg M 799: Flintevång (798) – Alberta (809, 808) – Hyllinge (807)

## 800–899
- Länsväg M 800: S Ugglarp (790) – Björnstorp (806) – Önnemo (Rv11)
- Länsväg M 805: Eksholm (819) – Möllebacken (811)
- Länsväg M 806: Bonderup (807) – Björnstorp (800)
- Länsväg M 807: Björnstorps torg (790) – Hyllinge (799) – Bonderup (806) – Lunnarp (809) – trafikplats Dalby (807.01) – Dalby (956)
- Länsväg M 808: Esarps kyrka (798) – Alberta (799)
- Länsväg M 809: Alberta (799) – Lunnarp (810, 807)
- Länsväg M 810: Vallby (Rv11) – Lunnarp (809)
- Länsväg M 811: Ebbesjö (816) – Möllebacken (805) – Nygård (795, 841) – Persborg (822) – Toppeladugård (823) – Äspet (798)
- Länsväg M 812: Börringe (E65) – Börringe kyrka (812.01) – Nötesjö
- Länsväg M 812.01: förbindelseväg i Börringe mot Skurup (812, E65)
- Länsväg M 813: cirkulationsplats Börringekloster (E65) – Bjärahus (816) – Sturups flygplats
- Länsväg M 814: Perstorp (E65, 596) – Bökebergsslätt (817, 108)
- Länsväg M 816: Nyvång (108) – Holmeja (818) – Eksholm (819) – Ebbesjö (811) – Bjärahus (813)
- Länsväg M 817: Vanmådan (596) – Bökebergsslätt (814)
- Länsväg M 818: Bökebergsslätt (108) – Holmeja (816)
- Länsväg M 819: Eksholm (816, 805) – Vismarlöv (841)
- Länsväg M 820: Assartorp (841) – Hässleberga (821) – Kongsmarken (823) – Örup (824) – Örupsgården (798)
- Länsväg M 821: Vismarlöv (841) – Hässleberga (820)
- Länsväg M 822: Långbygget (811) – Lyngby (823)
- Länsväg M 823: Kongsmarken (820) – Lyngby (822) – Toppeladugård (811)
- Länsväg M 824: Vallagården (108) – Mossheddinge (825) – Örup (820)
- Länsväg M 825: Mossheddinge (824) – Rosenhill (798)
- Länsväg M 826: Nevishög (108) – Nevisborg (869)
- Länsväg M 827: Svedala (833) – Bökebergsslätt (830)
- Länsväg M 828: Svedala (833) – Roslätt (830, 830) – Kädarp (832)
- Länsväg M 829: Ljunghusen (576, 833) – Ljunggården (830)
- Länsväg M 830: Springet (832) – Ljunggården (829) – Roslätt (828, 828) – Bökebergsslätt (827, 108)
- Länsväg M 831: Svenstorp (833) – Skabersjö (832)
- Länsväg M 832: Husie boställe (834) – Jägersrovägen – N Oxie (559) – Ebbarp (835) – Skabersjö (831) – Skabersjö kyrka (837) – Springet (830) – Kädarp (828) – Torup (838) – Hyby (840, 108) – Stridsmölla (841)
- Länsväg M 833: Oxie (559, E65) – Törringe (569) – Svenstorp (831) – Ljunghusen (829, 576) – Hyltarp (578) – Svedala (595, 828, 827) – trafikplats 11 Svedala (108)
- Länsväg M 834: Malmö, trafikplats Rosengård (E6.01) – Husie kyrkoväg – Husie boställe (832) – Kvarnbyvägen – Ö Kattarp (835)
- Länsväg M 835: Ebbarp (832) – Ö Kattarp (559, 836, 834) – Klågerupsvägen (S Sallerup) (865)
- Länsväg M 836: Ö Kattarp (835) – Kvissle (841)
- Länsväg M 837: Skabersjö kyrka (832) – Ammeliden (841) – Bjärshög (863) – Mölleberga kyrka (868, 864)
- Länsväg M 838: Torup (832) – Bara (841)
- Länsväg M 840: Tranberga (841) – Hyby (832)
- Länsväg M 841: Malmö, trafikplats Videdal (E6.01) – Toftanäsvägen (851) – Kvarnbyvägen – trafikplats 15 Sallerup (E6/E20/E22) – S Sallerups kyrka (865) – Kvissle (836) – Ammeliden (837) – Bara (867, 838) – Bara skola (868) – Traneberga (840) – Vinninge (869) – Klågerup (108) – Stridsmöllan (832) – Vismarlöv (821, 819) – Assartorp (820) – Nygård (811)
- Länsväg M 842: Staffanstorp (854, Rv11) – Önsvala (864) – Grevie (869)
- Länsväg M 848: Malmö, trafikplats Valdemarsro (E6.01) – Valdemarsro (850) – St Bernstorp (851) – Sunnanå (858)
- Länsväg M 850: Valdemarsro (848) – Arlöv (E6.01, 892)
- Länsväg M 851: St Bernstorp (848) – trafikplats Flansbjer (Rv11) – Sallerupsvägen (841)
- Länsväg M 852: Malmö, trafikplats Sege (E6.01) – Arlöv (850, 853) – Åkarp (854, 874, 878) – Fatterslund (880) – Hjärup (896) – Uppåkra gård (882) – Hunnerup (108)
- Länsväg M 853: trafikplats Burlöv (E6.01) – Arlöv (852) – trafikplats Kronetorp S (E22.10) – trafikplats 17 Helenelund (E6/E20/E22) (Nordanå) – Burlöv (857, 877, 860) – Kabbarp (854)
- Länsväg M 857: Nordanå (858) – Burlöv (853, 877)
- Länsväg M 858: Grantofta (865) – trafikplats 16 Sunnanå (Rv11) – Sunnanå (848) – Nordanå (857) – Görslöv (860)
- Länsväg M 860: Burlöv (853) – Görslöv (858, 861) – Görslövs kyrka
- Länsväg M 861: Görslöv (860) – Tottarp (862, 854)
- Länsväg M 862: Särslöv (Rv11, 865) – Djurslöv – Tottarp (861)
- Länsväg M 863: Bjärshög (837, 863.01) – L Mölleberga (864)
- Länsväg M 863.01: väg till Bjärshögs kyrka
- Länsväg M 864: L Mölleberga (865, 863) – Mölleberga kyrka (837) – Önsvala (842)
- Länsväg M 865: Klågerupsvägen (S Sallerup) (835) – S Sallerups kyrka (841) – Grantofta (858) – L Mölleberga (864) – Särslöv (Rv11, 862)
- Länsväg M 867: Bara (841) – Mölleberga (868)
- Länsväg M 868: Bara skola (841) – Mölleberga (867) – Mölleberga kyrka (837)
- Länsväg M 869: Vinninge (841) – Grevie (842) – Nevisborg (826)
- Länsväg M 874: Lomma (892) – Åkarp (852)
- Länsväg M 877: Burlöv (857, 853, 854)
- Länsväg M 878: Åkarp (852) – Kabbarp (854)
- Länsväg M 879: Tottarp (854) – L Uppåkra (880, 880) – St Uppåkra (882)
- Länsväg M 880: Fatterslund (852) – L Uppåkra (879, 879) – Äppelgården (854)
- Länsväg M 882: Vragerup (103) – Uppåkra gård (852) – St Uppåkra (879) – Knästorps kvarn (883)
- Länsväg M 883: Staffanstorp (108) – Knästorps kvarn (882) – Höjebromölla (108)
- Länsväg M 885: Råby (108) – Knästorps kyrka – Höjebromölla (108)
- Länsväg M 887: Bjällerup (798, 889) – L Bjällerup (890) – St Råby kyrka (891)
- Länsväg M 888: Bjällerup (798, 889) – St Bjällerup (890)
- Länsväg M 889: förbindelseväg vid Bjällerups kyrka (887, 888)
- Länsväg M 890: L Bjällerup (887) – St Bjällerup (888) – Råbytorp (102)
- Länsväg M 891: St Råby kyrka (887) – Råbytorp (102)
- Länsväg M 892: Arlöv (E6.01, 850) – Lomma (905, 874, 896, cirkulationsplats Prästberga, 905)
- Länsväg M 896: Lomma (905, 892) – Bomhög (897) – Hjärup (852)
- Länsväg M 897: Bomhög (896) – Prästberga (103)

## 900–999
- Länsväg M 902: cirkulationsplats Flackarp (108) – Värpinge (909) – Lund (Fasanvägen)
- Länsväg M 903: väg till L Lomma kyrka (908)
- Länsväg M 904: förbindelseväg vid Flädie (913, 907)
- Länsväg M 905: Lomma (892, 896, 908, cirkulationsplats Prästberga, 892) – trafikplats 20 Lomma (E6/E20, 103)
- Länsväg M 907: Haboljung (908) – Önnerup (909, 909) – Flädie (913, 904) – Flädie kyrka (914)
- Länsväg M 908: Lomma (905, 903) – Haboljung (907) – Gamla Bjärred (909) – Bjärred (910, 913, 1136)
- Länsväg M 909: Gamla Bjärred (908) – Önnerup (907, 907) – Kanik (911) – Värpinge (902)
- Länsväg M 910: förbindelseväg i Bjärred (908, 913)
- Länsväg M 911: Kanik (909) – Fjelie (E6.02, 917)
- Länsväg M 913: Bjärred (908, 1136, 910) – Flädie (904, 907) – Leråkra (914) – trafikplats 21 Flädie (E6/E20, E6.02)
- Länsväg M 914: Leråkra (913) – Flädie kyrka (907) – N Flädie (919) – sydost om Borgeby kyrka (920) – Borgeby kyrka (925)
- Länsväg M 916: Gunnesbo (Vårbruksvägen) – N Nöbbelöv (923)
- Länsväg M 917: Fjelie (E6.02) – Fjelie kyrka (911) – Stävieby järnvägsstation (921) – Stävie kyrka (925)
- Länsväg M 919: Borgeby (Österleden) – N Flädie (914)
- Länsväg M 920: sydost om Borgeby kyrka (914) – Stävie (925)
- Länsväg M 921: Stävieby järnvägsstation (917) – Felsmosse (108) – Vallkärra kyrka (923)
- Länsväg M 923: Lund (E6.02) – N Nöbbelöv (916) – Vallkärra (930) – Vallkärra kyrka (921) – Solgården (931) – Skogsgård (932) – Lackalänga (108)
- Länsväg M 925: Borgeby (1136) – Borgeby kyrka (914) – Stävie (920) – Stävie kyrka (917) – Furulund (926) – Böljenamossen (108)
- Länsväg M 926: Furulund (925) – Kävlinge (934, 1137, 104, 108)
- Länsväg M 927: väg till Högs kyrka (1137)
- Länsväg M 928: Stångby (930) – Stångby kyrka (931)
- Länsväg M 930: Vallkärra (923) – Stångby (928, 936)
- Länsväg M 931: Solgården (923) – Stångby kyrka (928, 932) – O Stångby kyrka (933) – Hoby (934)
- Länsväg M 932: Skogsgård (923) – Stångby kyrka (931)
- Länsväg M 933: O Stångby kyrka (931) – V Hoby (934) – Krutmöllan (104)
- Länsväg M 934: Kävlinge (926) – V Hoby (933) – Hoby (931) – Håstad (936)
- Länsväg M 935: väg genom L Harrie (104, 1262, 104)
- Länsväg M 936: Lund (Norra Ringen) (E6.02) – Stångby (930, 939) – Håstad (940, 934) – Örtofta sockerfabrik (950) – Örtofta (104)
- Länsväg M 938: Odarslöv (939) – Igelösa (940)
- Länsväg M 939: Stångby (936) – Odarslöv (938) – Ö Odarslöv (946)
- Länsväg M 940: Håstad (936) – Igelösa (938) – Getinge (946)
- Länsväg M 941: Lund (Dalbyvägen (102) – Utmarksvägen) – Sularp (945, 947) – S Sandby (952, 958) – Tvedöra (949, 966) – Silvåkra (965, 973) – Silvåkra kyrka (972)
- Länsväg M 943: Kilstorp (102) – Hardeberga (943.01, 945)
- Länsväg M 943.01: väg till Hardeberga kyrka
- Länsväg M 944: Sjöstorp (102) – Dalby (952)
- Länsväg M 945: Sularp (941) – Hardeberga (943) – Rögle (952)
- Länsväg M 946: trafikplats 22 Lund N (E22, cirkulationsplats Brunnshög) – Ö Odarslöv (947, 939) – Getinge (952, 940) – Gårdstånga (104)
- Länsväg M 947: Sularp (941) – Ö Odarslöv (946)
- Länsväg M 949: Dalby (956) – Hällestad (964, 965) – Tvedöra (941)
- Länsväg M 950: Väggarp (104) – bro över Bråån i Örtofta – Örtofta sockerfabrik (936)
- Länsväg M 952: cirkulationsplats Dalby V (102) – Dalby (944) – Rögle (945) – S Sandby (941) – Skarnberga (959) – Valleberg (960) – Getinge (946)
- Länsväg M 955: väg till Gårdstånga kyrka (104)
- Länsväg M 956: Dalby (Rv11, 102, 807, 949) – Granedal (Rv11)
- Länsväg M 958: S Sandby (941) – Ekeberga (961) – Revingeby (967, 966, 970)
- Länsväg M 959: Skarnberga (952) – Flyingeby (960, 961) – Flyinge (104)
- Länsväg M 960: Valleberg (952) – Flyingeby (959)
- Länsväg M 961: Flyingeby (959) – Ekeberga (958)
- Länsväg M 964: Hällestad (949) – Tuvelund (969) – Tvet (972, 973)
- Länsväg M 965: Hällestad (949) – Silvåkra (941)
- Länsväg M 966: Tvedöra (941) – Revingeby (958)
- Länsväg M 967: väg genom Revingeby (958, 967.01, 970)
- Länsväg M 967.01: förbindelseväg i Revingeby mot väg 104 (967, 970)
- Länsväg M 969: Vasaholm (Rv11) – Tuvelund (964)
- Länsväg M 970: Revingeby (958, 967, 967.01) – Hunneberga (104)
- Länsväg M 972: Veberöd (Rv11) – Tvet (964, 973) – Silvåkra kyrka (941) – Harlösa (974, 974, 104)
- Länsväg M 973: Tvet (972, 964) – Silvåkra (941)
- Länsväg M 974: väg genom Harlösa (972, 972, 104, 1106)
- Länsväg M 976: Vombs boställe (Rv11) – Vombs kyrka (976.01) – Hjälmaröd (104)
- Länsväg M 976.01: väg till Vombs kyrka
- Länsväg M 977: Nybrostrand (Rv9) – Nybro (1019) – Köpingebro (1020)
- Länsväg M 978: Klostersågen (Rv11) – Björka (979) – Öved (104)
- Länsväg M 979: Ilstorps gård (982) – Ilstorps kyrka (788) – Sjöbo sommarby (Rv11, Rv11) – Björka (978)
- Länsväg M 981: Högestads kyrka (989, 999) – Högestadsmölla (993)
- Länsväg M 982: Skårby (740) – Killeröd (777) – Bellinga ladugård (988) – Sövdeborg (984, 983) – Ilstorps gård (979) – Spjälla (Rv13, 984)
- Länsväg M 983: Blentarp (740) – Sövdeborg (982)
- Länsväg M 984: Sövdeborg (982) – Sövdeborgs hållplats (Rv13) – Spjälla (Rv13, 982)
- Länsväg M 985: Vasen (Rv13) – Vitabäck (986) – Floen (Rv11)
- Länsväg M 986: Vitabäck (985) – Röddinge (986.01) – Mellanvången (Rv11)
- Länsväg M 986.01: förbindelseväg i Röddinge mot Sjöbo (986, Rv11)
- Länsväg M 987: Röddinge (Rv11) – Fredhem (1025)
- Länsväg M 988: St Topphem (740) – Bellinga ladugård (982)
- Länsväg M 989: Alaröd (Rv13) – Ållskog (994) – Baldringe (994) – Ljungagården (997) – Högestads kyrka (981, 999)
- Länsväg M 990: Fylan (994) – Slagarp (Rv11)
- Länsväg M 992: Fröslöv (1023) – Glemminge (Rv9) – Römölla (1016) – Tosterup (1538, 1540)
- Länsväg M 993: Baldringetorp (994, 994.01, 1690) – Lyckås (997, 997.01) – Högestadsmölla (981) – Lassagården (Rv19, 1542)
- Länsväg M 994: Sövestad (Rv13) – Baldringe (989) – Baldringetorp (994.01, 993) – Fylan (990) – Ållskog (989)
- Länsväg M 994.01: förbindelseväg i Baldringetorp (994, 993)
- Länsväg M 995: Hammar (1022) – Ingelstorp (1017) – Glemmingebro (1023, Rv9)
- Länsväg M 997: Ljungagården (989) – Lyckås (997.01, 993)
- Länsväg M 997.01: förbindelseväg i Lyckås (997, 993)
- Länsväg M 998: Krageholm (999) – Karlstorp (Rv13)
- Länsväg M 999: Hunnestadsmölla (745) – Hunnestad (740) – Krageholm (1000, 998) – Sövestad (999.01, Rv13) – Högestad (1006) – Högestads kyrka (989, 981) – Allevad (Rv19, 1543) – Fårarp (1012) – Svenstorp (1015) – Köpingemölla (977, 1019)
- Länsväg M 999.01: förbindelseväg i Sövestad mot Ystad (999, Rv13)

## 1000–1099
- Länsväg M 1000: Bjäresjö (740) – Krageholm (999)
- Länsväg M 1001: Kåseberga fiskehamn – Kåseberga (1022) – Valleberga (1017) – Fröslöv (1023)
- Länsväg M 1002: Lejongården (1022) – Korsakroken (1017)
- Länsväg M 1003: Löderup (1022) – Löderups kyrka (1017) – Löderup (1053) – Hörups kyrka (1054) – Borrby (1501)
- Länsväg M 1004: Bjeringsborg (1022) – Byamöllan (1017)
- Länsväg M 1005: Hagestad (1017) – Ekesåkra (1022) – Sandhammaren
- Länsväg M 1006: Borrie (1007) – Högestad (999)
- Länsväg M 1007: Bromma (Rv13) – Robertsdal (1008) – Borrie (1006) – St Herrestad (1009, Rv19)
- Länsväg M 1008: Öjahill (Rv19) – Öja gård (1011) – Bussjö (1010) – Robertsdal (1009, 1007)
- Länsväg M 1009: Robertsdal (1008) – St Herrestad (1007)
- Länsväg M 1010: Bromma kyrka (Rv13, 1010.01) – Bussjö (1008)
- Länsväg M 1010.01: förbindelseväg i Bromma mot Sövestad (1010, Rv13)
- Länsväg M 1011: Källesjö (E65) – Hedeskoga kyrka (Rv13) – Öja gård (1008) – Öja (Rv19)
- Länsväg M 1012: Svenstorp (1538, 1021) – Svenstorpsmölla (1015) – Fårarp (999)
- Länsväg M 1013: Hejdesten (1017) – Gillshög (1022)
- Länsväg M 1015: Karlsfält (1019) – Svenstorp (999) – Svenstorpsmölla (1012)
- Länsväg M 1016: St Köpinge (1021) – Römölla (992)
- Länsväg M 1017: Svalevad (Rv9) – Ingelstorp (995) – Valleberga (1001) – Korsakroken (1002) Löderups kyrka (1003) – Byamöllan (1004) – Hagestad (1005) – Hejdesten (1013) – Sandby (1501, 1511)
- Länsväg M 1018: Sandskogen (Rv9) – Fredriksberg (1020) – St Herrestad (1019)
- Länsväg M 1019: Nybro (977) – Köpinge (1022) – Köpingebro (1020) – Helenero (1021) – Köpingemölla (999) – Karlsfält (1015) – St Herrestad (1018, Rv19)
- Länsväg M 1020: Fredriksberg (1018) – Köpingebro (977, 1019)
- Länsväg M 1021: Helenero (1019) – St Köpinge (1016) – Svenstorp (1012)
- Länsväg M 1022: Köpinge (1019) – Kabusa (Rv9) – Hammar (995) – Kåseberga (1001) – Lejongården (1002) – Löderup (1022.01, 1003) – Bjeringsborg (1004) – Ekesåkra (1005) – Gillshög (1013) – Mälarhusen (1500, 1510)
- Länsväg M 1022.01: väg till Löderups strandbad
- Länsväg M 1023: Glemmingebro (995) – Fröslöv (992, 1001) – Almlid (1053) – Hörup (1054)
- Länsväg M 1024: Hörjel (1025) – Äsperöd (1026)
- Länsväg M 1025: Tolånga (1028) – S Eggelstad (1031) – Vanstad (1030, 1026, 1026) – Fredhem (987) – Hörjel (1024) – Tryde (Rv19, 1558.01)
- Länsväg M 1026: Anklam (Rv11) – Furutorp (1028) – Vanstad (1030, 1025, 1025) – Äsperöd (1024, 1027, 1570)
- Länsväg M 1027: Trydegård (Rv19, 1558) – Äsperöd (1026)
- Länsväg M 1028: Furutorp (1026) – Tolånga (1025, 1028.01, 1029, 1043) – Klamby (1038) – Brandstad (1052)
- Länsväg M 1028.01: förbindelseväg i Tolånga (1028, 1029)
- Länsväg M 1029: Sjöbo (Tolångavägen/Sandåkravägen) – Tolånga (1028.01, 1028) – N Eggelstad (1032) – Näsby (1039, 1040) – Heingetorp (1035)
- Länsväg M 1030: Vanstad (1026, 1025) – Lövestad (1032, 1032, 1034, 1035, 1036) – Ry (1586, 1591)
- Länsväg M 1031: S Eggelstad (1025) – Eggelstad (1032)
- Länsväg M 1032: N Eggelstad (1029) – Eggelstad (1031) – Lövestad (1030, 1030) – Lövestads kyrka (1033) – Bärtofta (1036)
- Länsväg M 1033: Äsperöds gård (1570) – Lövestads kyrka (1032)
- Länsväg M 1034: Lövestad (1030) – Lövestads samhälle (1034.01, 1035
- Länsväg M 1035: Lövestad (1030, 1034) – Heingetorp (1029) – Heinge (1041) – Heingeberg (1048) – Sillaröd (1589)
- Länsväg M 1036: Lövestad (1030) – Bärtofta (1032) – Frörum (Rv19)
- Länsväg M 1038: Klamby (1028) – Åhällan (1039)
- Länsväg M 1039: Näsby (1029) – Åhällan (1038) – Vollsjö (1049)
- Länsväg M 1040: Näsby (1029) – Klasaröd (1041) – Pregestad (1042) – Karlshälla (1048)
- Länsväg M 1041: Klasaröd (1040) – Heinge (1035)
- Länsväg M 1042: Vollsjö (1049, 1045, 1046) – Pregestad (1040)
- Länsväg M 1043: S Åsum (Rv13) – Tolånga (1028)
- Länsväg M 1044: Fränninge (1049, 1051) – Skumparp (1050) – Starrarp (1056, 1056) – Bjälkhult (1060)
- Länsväg M 1045: förbindelseväg vid Vollsjö (1042, 1049)
- Länsväg M 1046: Vollsjö (1042) – Vollsjö torg (1049) – Steneberg (1047)
- Länsväg M 1047: Alestadtorp (Rv13) – Steneberg (1046) – Fränninge (1049)
- Länsväg M 1048: Fränninge (1049) – Karlshälla (1040, 1059) – Heingeberg (1035)
- Länsväg M 1049: Araskoga (Rv13, 1052) – Vollsjö by (1039, 1049.01) – Vollsjö (1042, 1045) – Vollsjö torg (1046) – Fränninge (1048, 1047, 1044) – Vallarum (1061, 1058) – Vallarums gård (1059) – Sillaröd (1603, 1589)
- Länsväg M 1049.01: väg till Vollsjö kyrka
- Länsväg M 1050: Rönås (Rv13) – Skumparp (1044)
- Länsväg M 1051: Fränninge (1044) – Erikslund (1056)
- Länsväg M 1052: Brandstad (Rv13, 1028) – Araskoga (1049, 1096) – Ö Kärrstorp (Rv13, 1098)
- Länsväg M 1053: Löderup (1003) – Almlid (1023) – Örum (1053.01, 1054)
- Länsväg M 1053.01: förbindelseväg i Örum mot Hannas (1053, 1054)
- Länsväg M 1054: Hörups kyrka (1003) – Hörup (1023) – Örum (1053, 1053.01) – Hannas (Rv9)
- Länsväg M 1055: Rönås (Rv13) – Östraby (1056, 1060, Rv13, 1106)
- Länsväg M 1056: Östraby (1055) – Starrarp (1044, 1044) – Erikslund (1051) – Vallarum (1061)
- Länsväg M 1057: Korsholm (Rv13) – Ö Sallerup (1062, 1066) – Pärup (1063, 1068) – Kölleröd (1070, 1071) – Långaröd (1064, 1060, 1060.01) – Önneköp (1065) – Hemmeneköp (1058) – Björnastad (1604, 1608)
- Länsväg M 1058: Vallarum (1049) – Hemmeneköp (1057) – Gaddaröd (1610, 1616)
- Länsväg M 1059: Karlshäll (1048) – Vallarums gård (1049)
- Länsväg M 1060: Östraby (1055) – Oderup (1062) – Tollstorp (1063) – Bjälkhult (1044) – Långaröd (1061, 1060.01, 1057)
- Länsväg M 1060.01: förbindelseväg i Långaröd mot Önneköp (1060, 1057)
- Länsväg M 1061: Vallarum (1049, 1056) – Långaröd (1060)
- Länsväg M 1062: Oderup (1060) – Ö Sallerup (1057)
- Länsväg M 1063: Tollstorp (1060) – Pärup (1057)
- Länsväg M 1064: Långaröd (1057, 1060) – Ingemanstorp (1072)
- Länsväg M 1065: Önneköp (1057) – Viggarum (1074) – Huaröd (1610)
- Länsväg M 1066: Ö Sallerup (1057) – Grankarp (1068) – Grankarp (1076) – Råby (1082)
- Länsväg M 1068: Pärup (1057, 1069) – Grankarp (1066)
- Länsväg M 1069: Pärup (1068) – Bessinge (1071) – Guddastad (1073) – Bönhult (1074)
- Länsväg M 1070: förbindelseväg i Kölleröd (1057, 1071)
- Länsväg M 1071: Kölleröd (1057, 1072, 1070) – Bessinge (1069) – Biskopsboda (1077)
- Länsväg M 1072: Kölleröd (1071) – Tormastorp (1073) – Ingemanstorp (1064) – Bus (1074)
- Länsväg M 1073: Tormastorp (1072) – Guddastad (1069)
- Länsväg M 1074: Viggarum (1065) – Bus (1072) – Bönhult (1069, 1077) – Harphult (1080) – Älmhult (1081) – Svensköps kyrka (1082) – Svensköp (1092) – Sätaröd (E22)
- Länsväg M 1075: Karlsfält (Rv13) – Råby (1082)
- Länsväg M 1076: Grankarp (1066) – Venaröd (1077)
- Länsväg M 1077: Kyrkhult (1082) – Venaröd (1076) – Biskopsboda (1071, 1078) – Bönhult (1074)
- Länsväg M 1078: Biskopsboda (1077) – Härröd (1079) – Ö Kvarnberga (1082)
- Länsväg M 1079: Tågarp (1082) – Härröd (1078)
- Länsväg M 1080: Harphult (1074) – Stensma (1610, 1081)
- Länsväg M 1081: Älmhult (1074) – Stensma (1080, 1610) 1082 Hörby (1134) – Råby (1075, 1066) – Kvarnberga (1083) – Kyrkhult (1077) – Tågarp (1079) – Ö Kvarnberga (1078) – Månsköp (1086) – Svensköps kyrka (1074) – V Vram (1671)
- Länsväg M 1083: Kvarnberga (1082) – Äspinge (1083.01, 1086)
- Länsväg M 1083.01: väg till Äspinge kyrka
- Länsväg M 1086: Stavröd (1134) – Äspinge (1083, 1087, 1088) – Månsköp (1089, 1082)
- Länsväg M 1087: Äspinge (1086) – Satserup (1090)
- Länsväg M 1088: Äspinge (1086) – Råset (1090)
- Länsväg M 1089: Månsköp (1086) – Råset (1090)
- Länsväg M 1090: Ekeröd (1343) – Satserup (1087) – Råset (1088, 1089) – Svensköp (1092)
- Länsväg M 1092: Svensköp (1074, 1090) – Linderöd (E22, 1982)
- Länsväg M 1093: väg till Öveds kyrka (104)
- Länsväg M 1094: Öved (104, 1093, 1095) – Tullesbo (1096, 1096) – Bjärsjölagård (1098, 1099)
- Länsväg M 1095: förbindelseväg vid Öved (104, 1094)
- Länsväg M 1096: Araskoga (1052, Rv13) – Tullesbo (1094, 1094) – Magnaröd (1099) – Orås (1106)
- Länsväg M 1098: Bjärsjölagård (1094) – Ö Kärrstorp (Rv13, 1052)
- Länsväg M 1099: Magnaröd (1096) – Bjärsjölagård (1094, Rv13)

## 1100–1199
- Länsväg M 1100: Viken (104) – Hjularöd (1106)
- Länsväg M 1105: Hunneberga (104) – Harlösa kyrka (1111) – Harlösagården (1106)
- Länsväg M 1106: Harlösa (104, 974) – Harlösagården (1105) – Holstermöllan (1110) – Hjularöd (1100) – Säljeröd (1108) – Orås (1107, 1096) – Östraby (Rv13, 1055)
- Länsväg M 1107: Askeröd (1108) – Orås (1106)
- Länsväg M 1108: Säljeröd (1106) – Askeröd (1107, 1109) – Påarp (1123)
- Länsväg M 1109: Gummarp (1110) – Askeröd (1108)
- Länsväg M 1110: Holstermöllan (1106) – Gummarp (1109, 1112) – Löberöd (1123)
- Länsväg M 1111: Harlösa kyrka (1105) – Åkert (1113)
- Länsväg M 1112: Lillaröd (1113) – Gummarp (1110)
- Länsväg M 1113: Hunneberga (104) – Åkert (1111) – Lillaröd (1112) – Rödahus (1114) – Löberöds gård (1119)
- Länsväg M 1114: Hammarlunda (104) – Slogstorp (1118) – Rödahus (1113)
- Länsväg M 1115: väg till Hammarlunda kyrka (104)
- Länsväg M 1116: Holmby (104) – Tängelsås (1118)
- Länsväg M 1117: Holmby (104) – Hundsäng (1119)
- Länsväg M 1118: Slogstorp (1114) – Tängelsås (1116, 1119)
- Länsväg M 1119: Skarhults kyrka – Skarhult (1289) – Hundsäng (1293, 1117) – trafikplats 25 Hurva (1290, E22) – Äspinge (1120) – Tängelsås (1118) – Löberöds gård (1113, 1122) – Löberöd (1123) – Västraby (1127) – Högseröd (1125) – Havrakulla (1129) – Söderto gård (1130) – Norrto (1131) – Lyby (1121, 1132, 1132.01, 1133) – Hörby (Rv13, 1134)
- Länsväg M 1120: Äspinge (1119) – Satsarp (1122)
- Länsväg M 1121: Fogdarp (E22) – Lyby (1119)
- Länsväg M 1122: Löberöds gård (1119) – Satsarp (1120, 1123)
- Länsväg M 1123: Rolsberga (Rv23) – Satsarp (1122) – Löberöd (1119, 1110) – Arup (1125) – Frönshult (1124) – Påarp (1108) – Västerstad (1123.01, Rv13)
- Länsväg M 1123.01: förbindelseväg i Västerstad mot Hörby (1123, Rv13)
- Länsväg M 1124: Frönshult (1123) – Stavshult (1128) – Sebbarp (1129)
- Länsväg M 1125: Arup (1123) – Högseröd (1119)
- Länsväg M 1127: Västraby (1119) – Kyrkhult (1130)
- Länsväg M 1128: Stavshult (1124) – Korsholm (Rv13)
- Länsväg M 1129: Havrakulla (1119) – Sebbarp (1124) – Åkarp (1131)
- Länsväg M 1130: Lillö (E22) – Kyrkhult (1127) – Söderto gård (1119) – Söderto (1131)
- Länsväg M 1131: Norrto (1119) – Söderto (1130) – Åkarp (1129) – Årröd (Rv13)
- Länsväg M 1132: Lyby (1119, 1132.01) – Hee (Rv13)
- Länsväg M 1132.01: förbindelseväg i Lyby mot Hörby (1132, 1119)
- Länsväg M 1133: Lyby (1119) – Osbyholm (1134)
- Länsväg M 1134: trafikplats 28 Osbyholm (E22, 1140) – Osbyholm (1133, 1341) – Hörby (Rv13, 1119, 1335, 1082) – Stavröd (1086, E22, 1337)
- Länsväg M 1135: Löddeköpinge (1137) – Vikhögs fiskeläge
- Länsväg M 1136: Bjärred (908, 913) – Borgeby – trafikplats 22 Borgeby (E6/E20) – Borgeby (925) – Löddeköpinge (1137) – trafikplats 23 Löddeköpinge (E6/E20, 1144) – Bro (1143) – Gillhög (1139) – Persbo (1141) – Barsebäckshamn
- Länsväg M 1137: Löddeköpinge (Fäladsvägen – 1135, 1136) – Hög (1175, 927) – Kävlinge (926)
- Länsväg M 1139: Gillhög (1136) – Barsebäcks gård (1142)
- Länsväg M 1140: Fogdarp (E22) – trafikplats 28 Osbyholm (E22, 1134)
- Länsväg M 1141: Persbo (1136) – Sjöbobadet (1142) – Lundåkra (1141.01) – Häljarp (1147)
- Länsväg M 1141.01: förbindelseväg vid trafikplats 24 Lundåkra (1141, E6/E20, 110)
- Länsväg M 1142: Sjöbobadet (1141) – Barsebäcks gård (1139) – Andersro (1143) – Björnstorp (1144)
- Länsväg M 1143: Bro (1136) – Andersro (1142)
- Länsväg M 1144: trafikplats 23 Löddeköpinge (E6/E20, 1136) – Björnstorp (1176, 1142) – Saxtorp (110)
- Länsväg M 1145: Häljarp (1147) – Asmundtorp (1146)
- Länsväg M 1146: Råga Hörstad (Rv17) – Asmundtorp (1159, 1145) – N Möinge (110)
- Länsväg M 1147: Landskrona (Rv17) – Häljarp (1145, 1141) – cirkulationsplats Saxtorp (104, 110)
- Länsväg M 1149: Örja (Rv17, 1149.01) – Tullstorp (1150, 1156) – Vadensjö kyrka (1154)
- Länsväg M 1149.01: väg till Örja kyrka
- Länsväg M 1150: Råga Hörstad (Rv17) – Tullstorp (1149)
- Länsväg M 1154: Vadensjö kyrka (1149, 1154.01, 1158) – Vadensjö (1159) – Rönneberga (110)
- Länsväg M 1154.01: väg till Vadensjö kyrka
- Länsväg M 1155: Landskrona (Ringvägen) – Säby (1156)
- Länsväg M 1156: Tullstorp (1149) – Säby (1154, 1155, 1161) – Säbyholm (1248, 1350)
- Länsväg M 1157: Lyckan (1176) – Karaby (1175)
- Länsväg M 1158: Vadensjö kyrka (1154) – Vadensjö (1160, 1162) – Arrarp (1163)
- Länsväg M 1159: Asmundtorp (1146, Rv17) – Ö Vadensjö (1154)
- Länsväg M 1160: Vadensjö (1158) – Rosenhäll (1161)
- Länsväg M 1161: Säby (1156) – Rosenhäll (1160) – Härslöv (1163, 1163) – Ottarps kyrka (1166)
- Länsväg M 1162: Vadensjö (1158) – Härslöv (1163)
- Länsväg M 1163: Tågarp (110) – Arrarp (1158) – Härslöv (1162, 1161, 1161) – Vigård (1248) – Kvistofta (1359)
- Länsväg M 1166: Strömnäs (110) – Ottarps kyrka (1161) – Bälteberga (1167) – Ö Vallåkra (1170)
- Länsväg M 1167: Bälteberga (1166, 1168) – L Berga (110) – Videöra (1223) – Truedstorp (1233) – Skromberga gård (1234, 1236)
- Länsväg M 1168: Bälteberga (1167) – St Berga (110)
- Länsväg M 1169: Tjutebro (1171) – Åsbyholm (1172) – Erikslund (109) – Hässlunda (1174) – Mörarp (1248)
- Länsväg M 1170: Vallåkra järnvägsstation (1248) – Ö Vallåkra (1166) – Ormastorp (1171)
- Länsväg M 1171: N Vallåkra (1248) – Ormastorp (1170) – Tjutebro (1169, 110)
- Länsväg M 1172: Görarp (1370) – Bårslövs kyrka (1371, 1368) – Bårslövs skola (1351) – Bårslöv (1248) – Åsbyholm (1169)
- Länsväg M 1173: Ekeby (109/110, 1236) – L Haberga (1238) – Vilhelmsfält (1236) – Böketofta (109)
- Länsväg M 1174: Gödstorp (109) – Hässlunda (1169, 1169) – Boserup (1239)
- Länsväg M 1175: Hög (1137) – Karaby (1157) – V Karaby kyrka (1177)
- Länsväg M 1176: Björnstorp (1144) – Lyckan (1157) – Dösjeholm (1177) – Dösjebro (104)
- Länsväg M 1177: Dösjeholm (1176) – V Karaby kyrka (1175) – V Karaby prästgård (104, 104) – Dagstorp (1178)
- Länsväg M 1178: Dösjebro (1179) – Dagstorp (1177, 1181) – Södervidinge (108) – St Harrie (1261)
- Länsväg M 1179: Dösjebro (104, 1180, 1178) – Annelöv (1184, 1184, 1186) – S Möinge (1195) – Brovalla (110)
- Länsväg M 1181: Dagstorp (1178, 1182) – Trä (1183)
- Länsväg M 1182: väg till Dagstorps kyrka (1181)
- Länsväg M 1183: Trä (1184, 1181) – Norrvidinge kyrka (108)
- Länsväg M 1184: Saxtorp (110) – Annelöv (1179, 1179) – Trä (1187, 1183) – S Gissleberga (1188, 1190)
- Länsväg M 1186: Annelöv (1179) – Tostarp (1187)
- Länsväg M 1187: Trä (1184) – Tostarp (1188, 1186) – Billeberga (1195)
- Länsväg M 1188: Tostarp (1187) – S Gissleberga (1184)
- Länsväg M 1190: Norrvidinge (108) – S Gissleberga (1184) – Teckomatorp (1194, 1193, Rv17)
- Länsväg M 1194: Teckomatorp (1190) – N Skrävlinge (Rv17, 1204)
- Länsväg M 1195: S Möinge (110, 1179) – Billeberga (1187, 1199, Rv17)
- Länsväg M 1196: väg till Billeberga järnvägsstation (1199)
- Länsväg M 1198: Källs Nöbbelövs kyrka (106) – Tirup (1208)
- Länsväg M 1199: N Möinge (110) – Billeberga (1196, 1195)

## 1200–1299
- Länsväg M 1200: förbindelseväg söder Felestads kyrka (106, 1201, 1208)
- Länsväg M 1201: väg till Felestads kyrka (1200)
- Länsväg M 1204: N Skrävlinge (Rv17, 1194) – Ö Karlsnäs (1206) – Torrlösa (1208)
- Länsväg M 1205: Åkarp (Rv17) – Marieholm (108) – Reslöv (Rv17)
- Länsväg M 1206: Ö Karlsnäs (1204) – Högestorp (108)
- Länsväg M 1208: Billeberga (Rv17) – Brinkagården (1210) – Tirup (1211, 1198) – Felestads kyrka (1200) – Svalöv (106) – Torrlösa (1204) – Torrlösa kyrka (1214) – Östraby (1218, 1215) – Bialitt (1219, 108, 1283)
- Länsväg M 1210: Brinkagården (1208) – Vipeslottet (1216) – Sireköpinge gård (1217) – Brödåkra (1221) – Halmstads kyrka (1223) – Rapparp (1211, 1224) – Duveke (1225) – Möllarp (106)
- Länsväg M 1211: Tirup (1208) – Tarstad (1217, 1217) – Rapparp (1210)
- Länsväg M 1212: Kågeröd (106, 109) – Smedjebacken (1252) – Stenestad (1245) – Hörsgård (1816)
- Länsväg M 1214: Torrlösa kyrka (1208) – Vittskövle (108)
- Länsväg M 1215: Östraby (1208, 1218) – Vistofta (108) – Högahus (1283)
- Länsväg M 1216: Tågarp (110) – Vipeslottet (1210)
- Länsväg M 1217: Tågarp (110) – Sireköpinge kyrka (1220) – Sireköpinge gård (1210) – Tarstad (1211, 1211) – Svalövs kyrka (106)
- Länsväg M 1218: Östraby (1208, 1215) – Knutstorp (109)
- Länsväg M 1219: Bialitt (1208) – Bjärnarp (109)
- Länsväg M 1220: Sireköpinge kyrka (1217) – Norraby (1221)
- Länsväg M 1221: Rönnarp (110) – Norraby (1220) – Brödåkra (1210)
- Länsväg M 1223: Videröra (1167) – Loarp – Halmstads kyrka (1210)
- Länsväg M 1224: Rapparp (1210) – Bullstofta (1233) – Truedstorp (1232, 1234) – Vilhelmsfält (1236)
- Länsväg M 1225: Duveke (1210) – Axelvold (106) – Knutstorp (109)
- Länsväg M 1228: Knutstorp (109) – Hallahus (1229) – Klåveröd (1252, 1823)
- Länsväg M 1229: Klintahus (109) – Hallahus (1228)
- Länsväg M 1230: Konga kyrka (109, 1230.01) – Röstånga (108)
- Länsväg M 1230.01: väg till Konga kyrka
- Länsväg M 1231: väg till Kågeröds järnvägsstation (109)
- Länsväg M 1232: Truedstorp (1224) – Kågeröd (109)
- Länsväg M 1233: Truedstorp (1167) – Bullstofta (1224)
- Länsväg M 1234: Skromberga gård (1167) – Truedstorp (1224)
- Länsväg M 1236: Ekeby (1173) – Skromberga gård (1167) – Vilhelmsfält (1224, 1173)
- Länsväg M 1238: L Haberga (1173) – Rovegården (109)
- Länsväg M 1239: Gedsholm (109) – Boserup (1174) – Charlottenborg (1241) – Billesholm (110)
- Länsväg M 1241: Charlottenborg (1239) – St Mörshög (1242)
- Länsväg M 1242: Mörarp (1248) – St Mörshög (1243, 1241, 110) – Lunnahus (1385) – N Vram (1244)
- Länsväg M 1243: St Mörshög (1242) – Bjuv (110, 1385)
- Länsväg M 1244: S Vram (1385) – N Vram (1242, 1253, 1245, 1256) – Vrams Gunnarstorp (1808, 1250) – Åstorp (1830, 1759)
- Länsväg M 1245: N Vram (1244, 1253) – Stenestad (1212)
- Länsväg M 1246: Mellersta Vägen i Bjuv (110, 1385)
- Länsväg M 1248: Säbyholm (1156, 1350) – trafikplats 26 Landskrona N (E6/E20) – Hilleshög (1356) – Vigård (1163) – S Vallåkra (1361) – Vallåkra järnvägsstation (1170) – N Vallåkra (1171) – Fjärestad (1367) – Bårslöv (1172) – Monumentet (109) – Mörarp (1169, 1370, 1242) – Bjäred (1383) – Bjuvstorp (110) – Bjuv (1385). Genomfart Landskrona: Ringvägen – Helsingborgsvägen
- Länsväg M 1250: Ekebro (1759) – Gunnarstorps järnvägsstation (1255) – Vrams Gunnarstorp (1244)
- Länsväg M 1252: Smedjebacken (1212) – Klåveröd (1228, 1823)
- Länsväg M 1253: väg till N Vrams järnvägsstation (1244, 1245)
- Länsväg M 1255: Bjuv (1385) – Gunnarstorp (1250)
- Länsväg M 1256: Bjuv (1385) – N Vram (1244)
- Länsväg M 1261: Rinnebäck (104) – St Harrie (1178) – Hermanstorp (1273) – Virke (1272, 1262) – Remmarlöv (1271) – V Sallerup (1267) – Eslöv, Säterivägen (1270) – Trehäradsvägen (1275)
- Länsväg M 1262: L Harrie (935, 104) – Virke (1261)
- Länsväg M 1263: Sveaborg (1267) – Damstorp (1264) – Ellinge (1268) – Eslöv (Lundavägen)
- Länsväg M 1264: Viderup (104) – Vidarpshus (1266) – Damstorp (1263)
- Länsväg M 1265: Ö Asmundtorp (Rv17, 1278) – Eslöv (1270, 1275, 113, Rv17)
- Länsväg M 1266: Vidarpshus (1264) – Borlunda (113)
- Länsväg M 1267: Örtofta (104) – Sveaborg (1263) – V Sallerup (1261)
- Länsväg M 1268: Ellinge (1263) – Kristineberg (113) – Skarhult (1289)
- Länsväg M 1269: Gryby (113) – Snärjehus (1303) – St Kastberga (Rv17)
- Länsväg M 1270: Eslöv, V Sallerupsvägen (1261) – Västergatan (1265)
- Länsväg M 1271: Remmarlöv (1261) – Trollenäs (Rv17) – V Strö (1271.01, 1276)
- Länsväg M 1271.01: förbindelseväg i V Strö mot Ö Karaby (1271, 1276)
- Länsväg M 1272: Virke (1261) – Reslöv (1273, Rv17)
- Länsväg M 1273: Hermanstorp (1261) – Reslöv (1272)
- Länsväg M 1274: Marieholm (108, 1207, 1205) – Reslöv (1276, 1272) – Trollenäs (Rv17, 1271)
- Länsväg M 1275: Eslöv (113, 1261, 1265, 113, Rv17). Genomfart Eslöv: Trehäradsvägen – Västerlånggatan – Smålandsvägen
- Länsväg M 1276: Reslövs kyrka (Rv17) – Ö Karaby (1279) – V Strö (1271.01, 1271, 1280) – Selarp (1278) – Bläshus (1281) – Öslöv (1282, 113)
- Länsväg M 1277: väg till Trollenäs kyrka (Rv17)
- Länsväg M 1278: Ö Asmundtorp (Rv17, 1265) – Selarp (1276)
- Länsväg M 1279: Ö Karaby (1276) – Vittskövle (108)
- Länsväg M 1280: V Strö (1276) – Trolleholms slott (1282, 1283)
- Länsväg M 1281: Bläshus (1276) – Bosarp (113)
- Länsväg M 1282: Trolleholms slott (1280, 1283) – Öslöv (1276, 113) – Bosarp (1312, 1312) – Rödaborg (1306) – Haga (1299)
- Länsväg M 1283: Trolleholms slott (1280, 1282) – Högahus (1215) – Hallsfarm (1285) – Bialitt (1283.01, 108, 1208)
- Länsväg M 1283.01: förbindelseväg vid Bialitt (1283, 108)
- Länsväg M 1284: Hasslebro (113) – Gunnaröd (Rv13)
- Länsväg M 1285: Hallsfarm (1283) – Rökahus (1286) – Billinge (Rv13) – S Hultarp (1318, 1319, 1866)
- Länsväg M 1286: Rökahus (1285) – Ask (108, 109)
- Länsväg M 1288: Skeglinge (113) – Södergård (1289)
- Länsväg M 1289: Flyinge (104) – trafikplats 24 Roslöv (E22) – Södergård (1288) – Skarhult (1119, 1268, 1297) – Kungshult (Rv17)
- Länsväg M 1290: trafikplats 25 Hurva (E22, 1119) – Hurva (1293, 1292, 1123)
- Länsväg M 1291: väg till Hurva kyrka (1293)
- Länsväg M 1292: Hurva (1290) – Trulstorp (1294, 1297) – Pugerup (1295) – Brostorps hållplats (Rv17)
- Länsväg M 1293: Hundsäng (1119) – Hurva (1291, 1290)
- Länsväg M 1294: Trulstorp (1292) – Gudmundtorp (Rv23, 1295)
- Länsväg M 1295: Gudmundtorp (Rv23, 1294) – Kråkarp (Rv23) – Pugerup (1292)
- Länsväg M 1297: Skarhult (1289) – Ö Strö (1299, 1298) – Trulstorp (1292)
- Länsväg M 1298: väg till Ö Strö kyrka (1297)
- Länsväg M 1299: Ö Strö (1297) – Kungshult (Rv17) – Haga (1282) – Stehag (1314, 1314) – Ormanäs (1316, 1315) – Höör (Södergatan)

## 1300–1399
- Länsväg M 1300: Brostorps hållplats (Rv17) – Munkarp (1301) – Staketehus (1314)
- Länsväg M 1301: Munkarp (1300) – Ekeborg (1314)
- Länsväg M 1303: Berga (Rv17) – Snärjehus (1269)
- Länsväg M 1304: väg genom Maglasäte by (Rv13, Rv13)
- Länsväg M 1306: St Kastberga (Rv17) – Rödaborg (1282) – Stehags järnvägsstation (1312)
- Länsväg M 1307: Stehags järnvägsstation (1312) – Vedelsbäck (1314)
- Länsväg M 1310: väg genom Orup (1315, Rv23)
- Länsväg M 1312: Bosarp (113, 1282, 1282) – Stehags järnvägsstation (1306, 1307) – Blegel (1314)
- Länsväg M 1314: Vrangelsborg (Rv23) – Ekeborg (1301) – Staketehus (1300) – Stehag (1299, 1299) – Blegel (1312) – Vedelsbäck (1307) – Orrahus (113)
- Länsväg M 1315: Ormanäs (1299) – Nyby (Rv23, 1310) – Sätofta (1341)
- Länsväg M 1316: Ormanäs (1299) – Munkarp (1319, Rv13)
- Länsväg M 1317: Svensborg (Rv13) – Rugerup (1318) – Hallaröd (1319)
- Länsväg M 1318: Rugerup (1317) – S Hultarp (1285)
- Länsväg M 1319: Munkarp (1316, 1319.01) – Munkarps kyrka (Rv13) – Hallaröd (1325, 1325.01, 1317) – S Hultarp (1285, 1866)
- Länsväg M 1319.01: förbindelseväg i Munkarp mot Hasslebro (1319, Rv13)
- Länsväg M 1321: Höör (Rv13) – Långstorp (1323)
- Länsväg M 1323: Höör (Rv13) – Långstorp (1321) – Länghult (1325) – Ågerupsmölla (1324, 1865)
- Länsväg M 1324: Ågerupsmölla (1323, 1865) – N Rörum (1325) – Lindeholm (1326) – Sjunnerup (Rv23)
- Länsväg M 1325: Hallaröd (1319, 1325.01) – Länghult (1323) – N Rörum (1324) – N Rörums kyrka (1329) – Hjällaröd (1330) – Gripstorp (1913, 1908)
- Länsväg M 1325.01: Hallaröds kyrka – Hallaröd (1319)
- Länsväg M 1326: Lindeholm (1324) – Planhuset (1328) – Åbarp (1338)
- Länsväg M 1328: Tjörnarps station (1369) – Tjörnarp (1344, 1328.02, 1338) – Planhuset (1326)
- Länsväg M 1328.02: väg till Tjörnarps kyrka
- Länsväg M 1329: N Rörums kyrka (1325) – Skudderup (1913, 1900)
- Länsväg M 1330: Hjällaröd (1325) – Tommaholma (1913)
- Länsväg M 1334: väg till Bosjökloster kyrka (Rv23)
- Länsväg M 1335: Hörby (1134) – trafikplats 30 Hörby (E22, 1336) – Hästäng (1337, 1339) – S Rörum (1342, 1347, 1340) – Kvesarum (1976) – Höör (Rv23)
- Länsväg M 1336: trafikplats 30 Hörby (E22, 1335) – Slagtofta (1337)
- Länsväg M 1337: Hästäng (1335) – Slagtofta (1336) – Stavröd (1134)
- Länsväg M 1338: Tjörnarp (1328) – Åbarp (1326) – Vannaröd (1908)
- Länsväg M 1339: Fulltofta (1341, Rv13) – Hästäng (1335)
- Länsväg M 1340: Ludvigsborg (1341, 1340.01, Rv13) – S Rörum (1335)
- Länsväg M 1340.01: förbindelseväg i Ludvigsborg mot Hörby (1340, 1341)
- Länsväg M 1341: Osbyholm (1134) – Fulltofta (1341.01, 1339) – Ludvigsborg (1340.01, 1340) – Ljungstorp (1346) – Sätofta (1315) – Höör (Rv23)
- Länsväg M 1341.01: väg till Fulltofta kyrka
- Länsväg M 1342: Ekeröd (E22) – S Rörum (1335)
- Länsväg M 1343: Arups skola (E22) – Gunnarp (1355) – Hagstad (1345) – Sjörup (1979)
- Länsväg M 1344: Tjörnarp (1328) – Sösdala (1908, 1905)
- Länsväg M 1345: Hagstad (1343) – Funderset (1347, 1978)
- Länsväg M 1346: Ljungstorp (1341) – Sövröd (Rv13)
- Länsväg M 1347: S Rörum (1335, 1355) – Funderset (1345, 1978)
- Länsväg M 1350: Säbyholm (1156, 1248) – Ned Glumslöv (1356, 1357) – Glumslöv (1359, 1359.01) – Rydebäck (1360) – Dalhäll (1361) – Pålstorp (1363) – Råå (1370) – Helsingborg (1374, E4)
- Länsväg M 1351: Bårslövs skola (1172) – Tullstorp (109)
- Länsväg M 1352: Välluv (1370, 1371, 1376). Genomfart Välluvsvägen
- Länsväg M 1354: Bäckviken – Kyrkbacken på Ven (1354.01)
- Länsväg M 1354.01: väg till St Ibbs gamla kyrka
- Länsväg M 1355: S Rörum (1347) – Gunnarp (1343)
- Länsväg M 1356: Ned Glumslöv (1350) – Hilleshög (1248)
- Länsväg M 1357: Glumslöv (1350) – Ålabodarna
- Länsväg M 1359: Glumslöv (1350, 1359.01) – Kvistofta (1163, 1361)
- Länsväg M 1359.01: förbindelseväg i Glumslöv mot Rydebäck (1359, 1350)
- Länsväg M 1360: Rydebäck (1350) – trafikplats 27 Rydebäck (E6/E20)
- Länsväg M 1361: Dalhäll (1350) – Husmarken (1362) – Kvistofta (1359) – S Vallåkra (1248)
- Länsväg M 1362: Husmarken (1361) – Gantofta (1363, 1367) – Bårslövs kyrka (1368)
- Länsväg M 1363: Pålstorp (1350, 1364) – Gantofta (1362)
- Länsväg M 1364: Pålstorp (1363) – S Raus (1370) (Kyrkvägen)
- Länsväg M 1365: Helsingborg (1374, 1378) – Adolfsberg (111). Genomfart Lagmansgatan – S Hunnetorpsvägen – Fältarpsvägen
- Länsväg M 1366: S Raus (1370) – N Raus (111, E4). Genomfart Österleden
- Länsväg M 1367: Gantofta (1362) – Västergård (1368) – Fjärestad (1248)
- Länsväg M 1368: Västergård (1367) – Bårslövs kyrka (1362, 1172)
- Länsväg M 1369: Spångahus (Rv23) – Tjörnarps station (1328) – Gunnarp (Rv23)
- Länsväg M 1370: Råå (1350) – S Raus (1366, 1364) – Görarp (1172) – cirkulationsplats Bårslöv (109) – Välluv (1352, 1376) – Krogstorp (1375) – Ekeberga (1377) – Hjortshög (1381) – Rosenlund (1376) – Mörarp (1248)
- Länsväg M 1371: Bårslövs kyrka (1172) – trafikplats Välluv (109) – Välluv (1352)
- Länsväg M 1372: Tullstorp (109) – Frillestad – Påarp (1376)
- Länsväg M 1373: Helsingborg (Långebergavägen) Ö Ramlösa (1375) – Rökille (1380)
- Länsväg M 1374: Helsingborg (Landskronavägen) (1350) – trafikplats 26 Ramlösa (E4) – Lagmansgatan (1365) – Gustavslund (111)
- Länsväg M 1375: Gustavslund (111) – Ö Ramlösa (1373) – Krokstorp (1370)
- Länsväg M 1376: Välluv (1370, 1352) – Påarp (1377, 1372) – Rosenlund (1370)
- Länsväg M 1377: Påarp (1376) – Ekeberga (1370)
- Länsväg M 1378: Helsingborg, trafikplats 25 Elineberg (E4) (Ramlösavägen) – Lagmansgatan (1365). Genomfart Ramlösavägen
- Länsväg M 1379: Björkagård (1387) – Djurhagshus (1401) – Holk (1380) – Dalhem (1390, 1384) – trafikplats 65 Hyllinge (E4, 110)
- Länsväg M 1380: Annahem (1387) – Rökille (1373) – trafikplats 29 Vasatorp (E4, E6, E20) – Stockahus (1381) – Kropp (1383) – Holk (1379)
- Länsväg M 1381: Stockahus (1380) – Hjortshög (1370)
- Länsväg M 1383: Kropps kyrka – Kropp (1380) – Västraby (1384, 1384.01) – Bjäred (1248)
- Länsväg M 1384: Västraby (1383, 1384.01) – Dalhem (1379)
- Länsväg M 1384.01: förbindelseväg vid Västraby mot Mörarp (1384, 1383)
- Länsväg M 1385: Hyllinge (1757) – Brogårda (107) – Ekebro (107) – Bjuv (1248, 1255, 1246, 1256, 1243) – Lunnahus (1242) – S Vram (1244) – Billesholm (109)
- Länsväg M 1386: Helsingborg (cirkulationsplats Mariastation) – trafikplats Mariastaden (111) – trafikplats Allerum (111) – Allerum (1397, 1387) – Hjälmshult (1398) – Karlsfält (1409, 1399) – Rydsbo (1418) – Västerbo (1414) – Mjöhult (1425) – Mjöhults järnvägsstation (1424) – Hulta (1423) – Gunnestorp (1433) – Tunneberga (112, 1413). Gemensam med väg 111, delen trafikplats Mariastaden – trafikplats Allerum
- Länsväg M 1387: Helsingborg (Filborna) (111) – Annehem (1380) – Björkagård (1379) – Ödåkra (1390) – Allerum (1386)
- Länsväg M 1390: Ödåkra (1387) – Fleninge (1401) – trafikplats 31 Fleninge (E6/E20) – Dalhem (1379)
- Länsväg M 1392: Helsingborg (Hälsovägen) – Laröd (1394)
- Länsväg M 1394: Laröd (111, 1392) – Kulla Gunnarstorp (1395)
- Länsväg M 1395: Kulla Gunnarstorp (111, 1394) – Kristinelund (111)
- Länsväg M 1397: Allerum (1386) – Döshult (1408) – Vikens fure (111)
- Länsväg M 1398: Hjälmshult (1386) – Rydsfält (1399)
- Länsväg M 1399: Kattarps kyrka (1407) – Kattarps järnvägsstation (1400) – Rydsfält (1398) – Karlsfält (1386)

## 1400–1499
- Länsväg M 1400: väg till och förbi Kattarps järnvägsstation (1399, 1407)
- Länsväg M 1401: Djurhagshus (1379) – Fleninge (1390) – Hasslarp (1766, 1407, 1758)
- Länsväg M 1407: Hasslarp (1401, 1758) – Kattarps kyrka (1399) – Kattarp (1400) – Rögle (1428 – Välinge (1768) – Vegeholm (112)
- Länsväg M 1408: Döshult (1397) – Klappe (1409)
- Länsväg M 1409: Viken (1411, 1410, 1412) – Viken (111) – Klappe (1408, 1415) – Karlsfält (1386)
- Länsväg M 1410: Vikens fure – Viken (1410.01) – Viken (1409, 1411)
- Länsväg M 1410.01: Viken (1410, 1411) – Viken (1412)
- Länsväg M 1411: Viken (1409, 1410, 1412) – trafikplats Stubbarp (111) – Gödstorp (1414, 1419) – Äsperöd (1421) – Hustofta (1422) – Bräcke (1418) – Ornakärr (112)
- Länsväg M 1412: cirkulationsplats Viken södra (111) – Viken (1410.01) – Viken (1409) – Viken (1411) – cirkulationsplats Viken norra (111, 1417)
- Länsväg M 1413: förbindelseväg vid Tunneberga (112, 1426)
- Länsväg M 1414: Gödstorp (1411) – Sörgården (1415) – Täppeshus (1418) – Västerbo (1386)
- Länsväg M 1415: Klappe (1409) – Sörgården (1414)
- Länsväg M 1417: cirkulationsplats Viken norra (111, 1412) – Höganäs (111)
- Länsväg M 1418: Rydsbo (1386) – Täppeshus (1414) – Ingelsträde (1420, 1419, 1423) – Bräcke (1411) – Höganäs (1422)
- Länsväg M 1419: Gödstorp (1411) – Ingelsträde (1418)
- Länsväg M 1420: förbindelseväg i Ingelsträde (1418, 1423)
- Länsväg M 1421: Höganäs (111) – Äsperöd (1411)
- Länsväg M 1422: Höganäs (111) – Plöninge (1435) – Väsby (1437, 112) – Höganäs (1418) – Hustofta (1411)
- Länsväg M 1423: Ingelsträde (1418, 1420) – Hulta (1386)
- Länsväg M 1424: Mjöhults järnvägsstation (1386) – Mjöhult (1425) – Rögle (1428)
- Länsväg M 1425: förbindelseväg i Mjöhult (1386, 1424) (Södra vägen)
- Länsväg M 1426: Jonstorp (1451, 1440, 1439) – Tunnebergabro (1413) – Farhult (1426.01, 1433, 1447) – Utvälinge (1428, 1785)
- Länsväg M 1426.01: förbindelseväg vid Farhult (112, 1426)
- Länsväg M 1428: Rögle (1407, 1424) – Tånga (112) – Utvälinge (1426, 1785)
- Länsväg M 1433: Gunnarstorp (1386) – St Snörröd (112) – Farhult (1426)
- Länsväg M 1435: Höganäs (112) – Plöninge (1422)
- Länsväg M 1436: Väsby (1437) – Kullenbergstorp (1442) – Smedstorp (1444)
- Länsväg M 1437: Väsby (1422, 1436) – Glimminge (1438) – Balja (1442) – Södåkra (1441)
- Länsväg M 1438: Glimminge (1437) – Jonstorp (1451)
- Länsväg M 1439: förbindelseväg i S Jonstorp (1451, 1426)
- Länsväg M 1440: förbindelseväg vid Jonstorps kyrka (1451, 1426)
- Länsväg M 1441: Jonstorp (1451) – Södåkra (1437) – Fjälastorp (1451)
- Länsväg M 1442: Kullenbergstorp (1436) – Balja (1437)
- Länsväg M 1443: väg till Svanshall (1451)
- Länsväg M 1444: Nyhamnsläge (111) – Smedstorp (1436) – Brunnby kyrka (1451)
- Länsväg M 1446: Krapperup (111) – Lerhamn
- Länsväg M 1447: väg till Friluftsbadet i Farhult (1426)
- Länsväg M 1448: Brunnby (1451) – Stora vägen (1448) i Arild – Arild (Hamnplan)
- Länsväg M 1451: Jonstorp (112, 1439, 1438, 1440, 1441, 1426) – Svanshall (1443) – Fjälastorp (1441) – Brunnby (1448) – Brunnby kyrka (1444) – Krapperup (111)

## 1500–1599
- Länsväg M 1500: Mälarhusen (1022, 1510) – Sandbystrand (1511) – Borrbystrand (1513) – Kyl (1514, 1512.01) – Skillinge (1520, 1516, 1517) – Askegården (1524) – Brantevik (1518, 1518) – Nygård (1519, 1519) – Annelund (1501) – Ribbingsberg (Rv9/Rv11)
- Länsväg M 1501: Sandby (1017, 1511) – Borrby (1512, 1003, 1527, 1528) – Blågård (1513) – Ö Hoby (1515, 1531, 1531.01) – Kvarnby (1517) – Gislöv (1524, 1518, 1535) – Simris (1519, 1536, 1537) – Annelund (1500)
- Länsväg M 1510: väg till Mälarhusens strandbad (1500)
- Länsväg M 1511: Sandby (1501) – Sandbystrand (1500)
- Länsväg M 1512: Borrby (1501) – Kovångsgården (1513) – Kylsgård (1512.01) – Örnahusen (1515) – Skillinge (1520)
- Länsväg M 1512.01: Kylsgård (1512) – Kyl (1500)
- Länsväg M 1513: Blågård (1501) – Kovångsgården (1512) – Borrbystrand (1500) – Borrby strandbad
- Länsväg M 1514: Kyl (1500) – Kyls strandbad
- Länsväg M 1515: Ö Hoby (1501) – Örnahusen (1512)
- Länsväg M 1516: Strandgatan i Skillinge (1500)
- Länsväg M 1517: Kvarnby (1501) – Skillinge (1520, 1500)
- Länsväg M 1518: Gislöv (1501, 1524) – Brantevik (1500)
- Länsväg M 1519: Brantevik (1500) – Simris (1501)
- Länsväg M 1520: Seymours väg i Skillinge (1517, 1512, 1500)
- Länsväg M 1524: Askegården (1500) – Gislöv (1501, 1518)
- Länsväg M 1527: Borrby (1501) – Hammenhög (1530)
- Länsväg M 1528: Borrby (1501) – Vallby (1529, 1530)
- Länsväg M 1529: väg till och förbi Vallby kyrka (1528, 1530)
- Länsväg M 1530: Hammenhög (Rv9, 1527) – Vallby (1528, 1529) – Glimminge (1531)
- Länsväg M 1531: Ö Hoby (1501, 1531.01) – Glimminge (1530, 1530.02) – Bolshögs kyrka (1534) – Vranarp (Rv9) – Ö Tommarps kyrka (Rv11, 1580.01)
- Länsväg M 1531.01: Ö Hoby (1501) – Kvarnby (1531)
- Länsväg M 1531.02: Glimminge (1530) – Glimingehus
- Länsväg M 1534: Bolshögs kyrka (1531) – Gnalöv (1535)
- Länsväg M 1535: Gislöv (1501) – Gnalöv (1534, 1536) – Åkeslund (Rv9)
- Länsväg M 1536: Gnalöv (1535) – Simris kyrka (1501)
- Länsväg M 1537: Simris kyrka (1501, Rv9/Rv11) – Bjärsjö – Simrisholm (Rv9)
- Länsväg M 1538: Tosterup (992, 1540, 1541) – Svenstorp (1012) – Övraby (1542)
- Länsväg M 1540: Römölla (1538) – Bollerup (1545)
- Länsväg M 1541: Tosterup (1538) – Bollerup (1545)
- Länsväg M 1542: Lassagården (Rv19, 993) – Övraby (1538, 1542.01) – Nedrabytorp (1544) – Toarp (1545)
- Länsväg M 1542.01: väg till Övraby kyrka
- Länsväg M 1543: Allevad (999, Rv19)
- Länsväg M 1544: Nedrabytorp (1542) – Tomelilla (2564, 2563, 2562.01, 2562, Rv11). Genomfart Tomelilla: Adelsbergsvägen, Adelgatan
- Länsväg M 1545: Tomelilla (Rv11, 2562) – Ullstorp (1545.02) – Toarp (1542) – Galgamöllan (1547) – Bollerup (1541, 1540, 1545.01) – Hannas kyrka (Rv9)
- Länsväg M 1545.01: väg till Bollerups kyrka
- Länsväg M 1545.02: väg till Ullstorps kyrka
- Länsväg M 1547: Galgamöllan (1545) – Kverrestads kyrka (1548) – Lunnarp (Rv11)
- Länsväg M 1548: Kverrestads kyrka (1547) – Ö Ingelstads kyrka (1549)
- Länsväg M 1549: Åkesfarm (Rv9) – Ö Ingelstads kyrka (1551, 1548) – N Tjustorp (1550)
- Länsväg M 1550: Hammenhög (Rv9, 1554) – S Tjustorp (1551) – N Tjustorp (1549) – Smedstorps järnvägsstation (1553) – Smedstorp (Rv11) – Listarum (1570) – Sankt Olof (1587) – Grevlunda (1597, 1572) – Vitaby (1594) – Ravlundabro (1593) – Ravlunda (1593.01, Rv9)
- Länsväg M 1551: Ö Ingelstads kyrka (1549) – S Tjustorp (1550) – Ö Herrestad (1554)
- Länsväg M 1553: Smedstorps järnvägsstation (1550) – Gårdlösa (Rv11)
- Länsväg M 1554: Hammenhög (1550) – Ö Herrestad (1551, 1555) – Gärsnäs (1554.01, Rv11)
- Länsväg M 1554.01: väg till Gärsnäs järnvägsstation (Rv11)
- Länsväg M 1555: Ö Herrestad (1554) – Tågarp (Rv11)
- Länsväg M 1558: Trydeeke (Rv11) – Tryde (1560, 1558.01) – Trydegård (Rv19, 1027)
- Länsväg M 1558.01: förbindelseväg i Tryde (Rv19, 1025)
- Länsväg M 1560: Tryde (1558) – Sälshög (1561) – Appeltorp (1560.01, 1563, 1565)
- Länsväg M 1560.01: förbindelseväg i Appeltorp (1560, 1563)
- Länsväg M 1561: Benestad (Rv19) – Tomelilla (2564, 2563, Rv11, 1544) – Tomelilla (Rv11) – Sälshög (1560) – Everöd (1564, Rv19). Gemensam med Rv11 delen Västergatan (Rv11) – Ö Utfartsvägen (Rv11) i Tomelilla. Genomfart Tomelilla: Ystadsvägen, Västergatan, Östra Utfartsvägen
- Länsväg M 1562: väg genom Ramsåsa (Rv11, Rv11)
- Länsväg M 1563: Lunnarp (Rv11) – Appeltorp (1560.01, 1560, 1565) – Romshus (Rv19)
- Länsväg M 1564: väg genom Everöd (1561, Rv19)
- Länsväg M 1565: Appeltorp (1560, 1563) – Spjutstorp (1565.01) – Onslunda (1565.02, 1570)
- Länsväg M 1565.01: väg till Spjutstorps kyrka
- Länsväg M 1565.02: förbindelseväg i Onslunda (1565, 1570)
- Länsväg M 1568: väg genom Tranås (Rv19, 1570, 1568.01, Rv19)
- Länsväg M 1568.01: väg till Tranås kyrka (Helgonavägen)
- Länsväg M 1570: Äsperöd (1026, 1027) – Äsperöds gård (1033) – Tranås (1568, Rv19) – Onslunda (1565, 1565.02, 1572) – Listarum (1550) – Lövkullen (1579) – Stiby (Rv11)
- Länsväg M 1572: Onslunda (1570) – Ekeröd (1587) – Grevlunda (1550)
- Länsväg M 1573: väg genom Rörum (Rv9, 1575, Rv9)
- Länsväg M 1574: väg till Stiby kyrka (Rv11)
- Länsväg M 1575: Stiby (Rv11) – Virrestad (1577) – Ö Vemmerlöv (1579) – Gylleboda (1576) – Rörum (1573)
- Länsväg M 1576: Gylleboda (1575) – Gyllebo
- Länsväg M 1577: Virrestad (1575) – Tullhög (1579)
- Länsväg M 1578: väg genom Baskemölla (1584, 1578.01, 1584)
- Länsväg M 1578.01: väg till Baskemölla fiskehamn
- Länsväg M 1579: Ö Tommarp (1580) – Tullhög (1577) – Karlaby (1581) – Ö Vemmerlöv (1579.01, 1575) – Lövkullen (1570)
- Länsväg M 1579.01: väg till Ö Vemmerlövs kyrka
- Länsväg M 1580: Tågarp (Rv11) – Ö Tommarp (1579) – Ö Tommarp (1580.01) – Gladsax (1582)
- Länsväg M 1580.01: förbindelseväg i Ö Tommarp (1580, Rv11, 1531)
- Länsväg M 1581: Karlaby (1579) – Gladsax (1582)
- Länsväg M 1582: Järrestad (Rv9/Rv11) – Gladsax (1580, 1581) – Gladsax kyrka (1583) – Baskemölla (1584)
- Länsväg M 1583: Hamnabro (1537) – Gladsax kyrka (1582)
- Länsväg M 1584: Baskemölla (Rv9, 1578, 1582, 1578) – Tjörnedala (Rv9)
- Länsväg M 1585: väg genom Viks fiskeläge (Rv9, 1585.01, Rv9)
- Länsväg M 1585.01: väg till Viks fiskehamn
- Länsväg M 1586: Ry (1030, 1591) – Fågeltofta (Rv19)
- Länsväg M 1587: Fågeltofta (Rv19) – Ekeröd (1572) – Sankt Olof (1550) – Raskarum (1596) – Rörum (Rv9)
- Länsväg M 1588: väg genom Bondrum (Rv19, Rv19)
- Länsväg M 1589: Sillaröd (1603, 1049, 1035) – Andrarum (1591) – Christinehof (1605) – Kullstorp (1607.01, 1607) – Eljaröds kyrka (1592) – Eljaröd (Rv19)
- Länsväg M 1591: Ry (1030, 1586) – Andrarum (1589)
- Länsväg M 1592: Nyhem (Rv19) – Eljaröds kyrka (1589)
- Länsväg M 1593: Ravlundabro (1550) – Ravlunda (1593.01) – Ravlunda kyrka (Rv9)
- Länsväg M 1593.01: förbindelseväg i Ravlunda (1593.01, 1550)
- Länsväg M 1594: Eljaröd (Rv19) – Vitaby (1550) – Vitemölla (Rv9)
- Länsväg M 1596: Raskarum (1587) – S Mellby (1597, 1599) – S Mellby (Rv9)
- Länsväg M 1597: Grevlunda (1550) – S Mellby (1596)
- Länsväg M 1598: Tångdala (Rv9) – Svabesholm (1606, 1606) – Skogsdala (Rv9, 1613)
- Länsväg M 1599: förbindelseväg i S Mellby (Rv9, 1599.01, 1596)
- Länsväg M 1599.01: väg till S Mellby kyrka

## 1600–1699
- Länsväg M 1600: Kivik (Rv9, 1601, 1601, 1602)
- Länsväg M 1601: Kivik (Rv9, 1600, 1600) – Äsperöd (1613) – Karakås
- Länsväg M 1602: Vitemölla (Rv9) – Kivik (1600)
- Länsväg M 1603: Sillaröd (1049, 1589) – Illstorp (1604)
- Länsväg M 1604: Björnastad (1057, 1608) – Illstorp (1603) – Traneboda (1605)
- Länsväg M 1605: Christinehof (1589) – Traneboda (1604) – Blästorp (1680) – Agusa (1608)
- Länsväg M 1606: S Mellby (Rv9) – Svabesholm (1598, 1598) – Stenshuvud
- Länsväg M 1607: Kullstorp (1589, 1607.01) – Bertilstorp (1680) – Brösarp (Rv9, Rv19)
- Länsväg M 1607.01: förbindelseväg i Kullstorp (1607, 1589)
- Länsväg M 1608: Björnastad (1057, 1604) – Agusa (1605) – Hörröd (1609) – Hörröds kyrka (1610)
- Länsväg M 1609: förbindelseväg i Hörröd (1608, 1610)
- Länsväg M 1610: Stensma (1080, 1081) – M Huaröd (1619.02, 1619.01) – S Huaröd (1619, 1065) – Tolseröd (1623) – Gaddaröd (1058, 1616) – N Hörröd (1609) – Hörröds kyrka (1608, 1612) – Torparbron (Rv19)
- Länsväg M 1611: väg till Brösarps järnvägsstation (Rv19)
- Länsväg M 1612: Hörröds kyrka (1610) – Lillehem (1617) – trafikplats Maglehem (Rv19) – Maglehem (1614, 1614.02)
- Länsväg M 1613: Skogsdala (Rv9, 1598) – Äsperöd (1601)
- Länsväg M 1614: Brostorp (Rv19) – Maglehem (1612, 1614.02, 1614.02) – Olseröd (Rv19)
- Länsväg M 1614.02: väg till och förbi Maglehems kyrka (1612, 1614, 1614)
- Länsväg M 1616: Gaddaröd (1058, 1610) – Degeberga (Rv19)
- Länsväg M 1617: Lillehem (1612) – Saxamöllan (Rv19)
- Länsväg M 1619: S Huaröd (1610) – M Huaröd (1619.01) – N Huaröd (1619.02) – Ö Sönnarslöv (1624)
- Länsväg M 1619.01: förbindelseväg i M Huaröd (1619, 1610) (Bingstorpsvägen)
- Länsväg M 1619.02: N Huaröd (1619) – M Huaröd (1610)
- Länsväg M 1623: Tolseröd (1610) – Degeberga (1624)
- Länsväg M 1624: Degeberga (Rv19, 1623) – Borrestad (1627) – Ö Sönnarslöv (1631, 1619, 1638) – Maltesholm (1637) – V Vrams kyrka (1671) – Tollarp (E22, 1998)
- Länsväg M 1625: Österlia (Rv19) – Vittskövle slott (1626)
- Länsväg M 1626: Degeberga kyrka (Rv19) – Vittskövle slott (1627, 1625) – Vittskövle (1628) – Sjögård (1631)
- Länsväg M 1627: Borrestad (1624) – Jägarehuset (Rv19) – Vittskövle slott (1626)
- Länsväg M 1628: Vittskövle (1626) – Lyngby (1631)
- Länsväg M 1629: väg genom Åhuskärr (118, 118)
- Länsväg M 1630: väg genom Yngsjö (118, 1630.01, 118, 1650)
- Länsväg M 1630.01: väg i Yngsjö mot Helge å
- Länsväg M 1631: Ö Sönnarslöv (1624) – Everöd (Rv19, Rv19) – Lyngby (1632, 1628, 1643) – Sjögård (1626, 1650) – Ripa (1652) – Transval (118)
- Länsväg M 1632: Lyngby (1631) – Gringelstad (1640) – Ugerups säteri (1644, 1646, 1653) – Åsums boställe (1640)
- Länsväg M 1633: väg till Kristianstads flygplats (Rv19)
- Länsväg M 1637: Maltesholm (1624) – Kristinelund (1637.01, 1638)
- Länsväg M 1637.01: förbindelseväg vid Kristinelund (1637, 1638)
- Länsväg M 1638: Nyhem (1624) – Kristinelund (1637, 1637.01) – Hommentorp (1639) – Ö Vrams kyrka (1642)
- Länsväg M 1639: Hommentorp (1638) – Lyngsjö (Rv19)
- Länsväg M 1640: Lyngsjö kyrka – Lyngsjö (Rv19) – Gringelstad (1632) – Köpinge (1640.02, 1643, 1645, 1646) – Åsums boställe (1632) – N Åsums kyrka (1655, 1648)
- Länsväg M 1640.02: väg till Köpinge kyrka
- Länsväg M 1642: Tollarp (E22, 1990) – Ö Vrams kyrka (1638) – Marielund (E22)
- Länsväg M 1643: Lyngby (1631) – Köpinge (1640)
- Länsväg M 1644: Nöbbelöv (E22, 1999) – Ugerups säteri (1632)
- Länsväg M 1645: väg i Köpinge (1640, 1646) (Riddare Urups väg, Brännmästarevägen)
- Länsväg M 1646: Ugerups säteri (1632) – Köpinge (1645, 1640) – Hovby (1648)
- Länsväg M 1647: Artillerivägen i Kristianstad (1655, 1648)
- Länsväg M 1648: Åhus (118) – Hornagården (1652) – Hovby (1646) – N Åsums kyrka (1640) – Åsumtorp (1647, 1657) – trafikplats 38 Vilan (E22) – Vilan (2057) – Näsby (2056). Genomfart Kristianstad: Åsumsvägen, Allégatan, Härlövsängaleden
- Länsväg M 1650: Sjögård (1631) – Yngsjö (118, 1630)
- Länsväg M 1652: Ripa (1631) – Hornagården (1648) – Horna (118)
- Länsväg M 1653: Ugerups säteri (1632) – Vä (1655)
- Länsväg M 1655: Rambro (E22) – Vä (1653, 2000, 2014, 2019) – trafikplats Vä (E22) – N Åsum (1647) – N Åsums kyrka (1640)
- Länsväg M 1657: Åsumtorp (1648) – Härlöv (2016, 2057)
- Länsväg M 1658: Kristianstad (Hammarspyntsvägen) – Hammar (1659)
- Länsväg M 1659: Rosendal (118) – Viby (1659.02, 1659.02, 2073) – Håslöv (1659.01) – Hammar (1658, 118)
- Länsväg M 1659.01: förbindelseväg i Håslöv (1659, 118) (Stengårdsvägen)
- Länsväg M 1659.02: väg till och förbi Gustav Adolfs kyrka i Viby (1659, 1659)
- Länsväg M 1662: Rinkaby (118) – Vanneberga (1667, 1667, 1668) – Trolle Ljungby slott (1669) – Drottningtorp (E22)
- Länsväg M 1665: Rinkaby (118) – Legeved (1666) – Klockaregården – Olsgård (2073)
- Länsväg M 1666: Legeved (1665) – Nymö (1667)
- Länsväg M 1667: Bäckaskog (E22, 2066) – Nymö (1666) – Vanneberga (1662, 1662, 1668) – Landön
- Länsväg M 1668: förbindelseväg i Vanneberga (1667, 1662) (östra vägen)
- Länsväg M 1669: Trolle Ljungby slott (1662) – Ö Ljungby (1670) – Nymölla (2083)
- Länsväg M 1670: Ö Ljungby (1669) – Gualöv (2080, 2079)
- Länsväg M 1671: väg genom V Vram (1992, E22, 1082, 1624)
- Länsväg M 1680: Blästorp (1605) – Bertilstorp (1607)
- Länsväg M 1690: Baldringetorp (993) – Ödemarksgården (Rv19)

## 1700–1799
- Länsväg M 1700: Grevie kyrka (105) – Almgården (1724, 1724) – Ängelsbäck (1726, 1708) – Killebäckstorp (1726, 1727) – Glimminge (1732) – Möllhult (1737) – Mäsinge (1733, 1742) – Slättaröd (1737) – Broddarp (1738) – Torekovs kyrka (105/115)
- Länsväg M 1701: Ängelholm, cirkulationsplats Rebbelberga N (1710) – Åkersholm (1703) – Månstorp (1790) – Toftakulla (1702) – cirkulationsplats Borrstorp (105) – Margretetorp (1723) – trafikplats 38 Hallandsås (E6/E20, 1754) – Tvehöga (1753) – Ö Karup (1756)
- Länsväg M 1702: Toftakulla (1701) – Ängelholms flygplats
- Länsväg M 1703: Ärrarp (1710) – Åkersholm (1701)
- Länsväg M 1704: Skepparkroken – Barkåkra (1710)
- Länsväg M 1705: Magnarp (1707) – Vejbystrand (1705.01, 1711)
- Länsväg M 1705.01: Sandlyckevägen i Vejbystrand
- Länsväg M 1706: Björkhagen – Magnarp (1707)
- Länsväg M 1707: Övragård (1708) – Magnarp (1706, 1705) – Sandgården (1711) – Vejby (1708) – St Hult (1715) – V Ljungby (1716)
- Länsväg M 1708: Barkåkra kyrka (1710) – Övragård (1707) – Vejby (1712, 1707) – Vejbystrand (1711) – St Hult (1714, 1715) – V Ljungby (1716, 1717) – Ranarp (1719, 1719) – Månsagård (1722) – Lyngåkra (1719) – Segelstorp (1724) – Ängelsbäck (1726, 1700)
- Länsväg M 1709: Ängeltofta (1710) – St Borrstorp (105)
- Länsväg M 1710: Ängelholm (Rv13, 107) – cirkulationsplats Rebbelberga N (1701) – Ärrarp (1703) – Barkåkra (1704) – Barkåkra kyrka (1708) – Ängeltofta (1709) – Vejbygården (1712) – cirkulationsplats Vantinge (105) – Vantinge (1713) – Karstorp (1721) – Flickebäck (1718) – Mercurivägen i Förslöv (1720) – Förslövs kyrka (1722, 1723) – Killeröd (1730) – cirkulationsplats Grevie (105)
- Länsväg M 1711: Sandgården (1707) – Vejbystrand (1705, 1711.01, 1708)
- Länsväg M 1711.01: väg till hamnen i Vejbystrand (Tångvägen)
- Länsväg M 1712: Vejby (1708) – Vejbygården (1710)
- Länsväg M 1713: Vantinge (1710) – Margretetorp (1723)
- Länsväg M 1714: St Hults strand – St Hult (1708)
- Länsväg M 1715: förbindelseväg öster St Hult (1708, 1707)
- Länsväg M 1716: V Ljungby (1708, 1707) – Viarp (105)
- Länsväg M 1717: V Ljungby (1708) – Viarp (1719, 105) – Förslövsholms järnvägsstation (1720) – Förslöv (1722)
- Länsväg M 1718: Flickebäck (1710) – Förslövsholms järnvägsstation (1720)
- Länsväg M 1719: Viarp (1717) – Slammarp (1719.01) – Ranarp (1708, 1708) – Lyngåkra (1708)
- Länsväg M 1719.01: förbindelseväg mot 105 (1719 – 105)
- Länsväg M 1720: Mercurivägen i Förslöv (1717, 1718, 1710)
- Länsväg M 1721: Karstorp (105 – 1710)
- Länsväg M 1722: Månsagård (1708) – Vistorp (1722.01, 105) – Förslöv (1717) – Förslövs kyrka (1710)
- Länsväg M 1722.01: förbindelseväg mot 105 (1722 – 105)
- Länsväg M 1723: trafikplats 37 Hjärnarp (E6/E20, 105) – Margretetorp (1701, 1713) – Förslövs kyrka (1710)
- Länsväg M 1724: Segelstorp (1708) – Almgården (1700) – Grevie kyrka (105)
- Länsväg M 1726: Ängelsbäck (1700, 1708) – Ängelsbäcksstrand (1726.01) – Killebäckstorp (1700)
- Länsväg M 1726.01: väg i Ängelsbäcksstrand
- Länsväg M 1727: Killebäckstorp (1700, 1726) – Hålarp (105) – Grevie (1727.01) – L Nötte (1730)
- Länsväg M 1727.01: väg till och förbi Grevie järnvägsstation (105 – 1727)
- Länsväg M 1729: Grevie kyrka (105) – Krogstorp (1730)
- Länsväg M 1730: Killeröd (1710) – Krogstorp (1729) – L Nötte (1727) – Båstad, Hundestedsvägen (1743) – Karstorpsvägen (1746) – Köpmansgatan (115)
- Länsväg M 1732: Glimminge plantering – Glimminge (1700) – Lillaryd (1733)
- Länsväg M 1733: Mäsinge (1700, 1742) – Lillaryd (1732) – V Karup (1733.01, 105)
- Länsväg M 1733.01: väg till och förbi V Karups kyrka (1733 – 105)
- Länsväg M 1735: Rammsjöstrand – Rammsjö (1737)
- Länsväg M 1736: Burensvik – Slättaröd (1737)
- Länsväg M 1737: Möllhult (1700) – Rammsjö (1735) – Slättaröd (1736, 1700)
- Länsväg M 1738: Broddarp (1700) – Kallinge (1739) – Ängalag (105/115)
- Länsväg M 1739: Kallinge (1738) – Påarp (1742)
- Länsväg M 1742: Mäsinge (1700, 1733) – Påarp (1739) – Sönnerstorp (105)
- Länsväg M 1743: Båstad, Ängelholmsvägen (1730) – Hundestedsvägen – Friluftsvägen – Köpmansgatan (115)
- Länsväg M 1744: Svenstorp (105/115) – Ingelstorp (1745) – Segeltorp (1750, 1749) – Hovs hallar
- Länsväg M 1745: Ingelstorp (1744) – Ripagården
- Länsväg M 1746: V Karup (1747) – Båstad, Ängelholmsvägen (1730)
- Länsväg M 1747: V Karup (105, 1746) – Boarp (115)
- Länsväg M 1748: Svenstad (115) – Kattvik (1749)
- Länsväg M 1749: Båstad (115) – Kattvik (1748) – Segelstorp (1744)
- Länsväg M 1750: Hov (115) – Segelstorp (1744)
- Länsväg M 1751: Båstad (115, 115) (Stationsterrassen)
- Länsväg M 1752: Båstad (115) – Hemmeslövsstrand
- Länsväg M 1753: Tvehöga (1753.01, 1701) – Båstad (Lyadalen)
- Länsväg M 1753.01: Tvehöga (1753) – Ö Karup (1756)
- Länsväg M 1754: trafikplats 38 Hallandsås (1701, E6/E20) – Hallands läns gräns vid Frestensfälla (– Ekered N 503)
- Länsväg M 1755: Ö Karup (115) – Hallands läns gränser vid Dömestorp och Pråmhuset (– Skottorp N 585)
- Länsväg M 1756: Hemmeslöv (115) – Ö Karup (1753.01, 1701, 115)
- Länsväg M 1757: V Hyllinge (110) – Hyllinge (1762, 1385) – Ekebro (107)
- Länsväg M 1758: Hasslarp (1401, 1407) – Strövelstorp (1768, 1769) – Strövelstorp (107)
- Länsväg M 1759: Ekebro (107, 1250) – Nyvång (1764) – Åstorp (2615) – Åstorp (1830, 1244) – Kärreberga (Rv21) Genomfart: Åstorp: Malmövägen, V Vägen, Ö Vägen
- Länsväg M 1762: Hyllinge (1757) – L Hyllinge (1766) – V Broby (107)
- Länsväg M 1763: V Broby (107, 1763.01) – Nyvång (1764)
- Länsväg M 1763.01: väg till V Broby kyrka
- Länsväg M 1764: Ormastorp (107) – Nyvång (1763) – trafikplats 66 Nyvång (E4) – Nyvång (1759)
- Länsväg M 1766: Hasslarp (1401) – L Hyllinge (1762)
- Länsväg M 1768: Strövelstorp (1758) – Välinge (1407)
- Länsväg M 1769: Strövelstorp (1758) – Häggarp (107) – Åkersminne (1770)
- Länsväg M 1770: Kassagården (107) – Åkersminne (1769) – Ausås kyrka (1771) – Ausås (1773) – Humlarp (112, 112) – Grytevad (1830)
- Länsväg M 1771: Ausås kyrka (1770) – Möllebo (112) – Spannarp (1776) – Höjatorp (1779) – Höja (1780, 1783)
- Länsväg M 1772: Heagård (112) – Björnekulla hed (1830)
- Länsväg M 1773: Ausås (1770) – Gamlegård (112) – Spannarps järnvägsstation (1776) – Starby kyrka (1780)
- Länsväg M 1776: Spannarp (1771) – Spannarps järnvägsstation (1777, 1773)
- Länsväg M 1777: Spannarps järnvägsstation (1776) – Mardal (1780)
- Länsväg M 1778: Starby (1773) – Billestorp (1780)
- Länsväg M 1779: Höjatorp (1771) – Solhäll (1780)
- Länsväg M 1780: Kvidinge (1815) – Tranarp (1830) – Starby kyrka (1773) – Billestorp (1778) – Mardal (1777) – Höja (1782, 1783, 1771) – Solhäll (1779) – trafikplats 34 Höja (E6/E20) – Ängelholm (107)
- Länsväg M 1781: Hjälmslund (1830) – Källna (Rv13) – Gångvad (1804)
- Länsväg M 1782: Höja (1780, 1783) – Ällenberga (1786) – Axtorp (Rv13)
- Länsväg M 1783: väg i Höja (1780, 1771, 1783.01, 1782)
- Länsväg M 1783.01: väg till Höja kyrka
- Länsväg M 1784: Tåstarp (1788) – Äspenäs (1793)
- Länsväg M 1785: Utvälinge (1426, 1428) – Ängelholm (107). Genomfart: Ängelholm: Kullavägen, Kungsgårdsleden
- Länsväg M 1786: Ällenberga (1782) – Munka Ljungby (Rv13, 1791)
- Länsväg M 1787: Lugnet (Rv13) – Axtorp (1787.01, 1787.02) – Röglan (114)
- Länsväg M 1787.01: förbindelseväg i Axtorp (1787, Rv13) (västra vägen)
- Länsväg M 1787.02: förbindelseväg i Axtorp (1787, Rv13) (östra vägen)
- Länsväg M 1788: Munka Ljungby (Rv13, 1791, 1791) – Tåstarp (1784, 1789) – Gånarp (1790) – Hjärnarp (1793, 1794)
- Länsväg M 1789: Nordala (1791) – Tåstarp (1788)
- Länsväg M 1790: Månstorp (1701) – Gånarp (1788)
- Länsväg M 1791: Rebbelberga (Rv13) – Nordala (1789) – Munka Ljungby (1786, 1788, 1788, 1792, 114)
- Länsväg M 1792: Munka Ljungby (1791, 1792.01) – Gräshagen (1793)
- Länsväg M 1792.01: förbindelseväg vid Munka Ljungby (1792, 114)
- Länsväg M 1793: trafikplats 37 Hjärnarp (E6/E20, 105) – Hjärnarp (1788) – Äspenäs (1784) – Gräshagen (1792) – Rössjöholm (1796)
- Länsväg M 1794: Hjärnarp (1788) – Nybygget (1795) – Ugglehult
- Länsväg M 1795: Nybygget (1794) – Faxeröd
- Länsväg M 1796: Röglan (114) – Tåssjö (1797) – Rössjöholm (1793) – Hallands läns gräns vid Koarp (– Våxtorp N 507)
- Länsväg M 1797: Eket (1838) – Bernstorp (114) – Tåssjö (1796)
- Länsväg M 1798: Lärkeröd (114) – Hallands läns gräns vid Stavershult (– Hishult N 508)

## 1800–1899
- Länsväg M 1801: Össjö (Rv13) – Össjö kyrka (1801.02) – Aggarp (Rv13)
- Länsväg M 1801.02: förbindelseväg i Össjö (1801, Rv13)
- Länsväg M 1804: Ö Ljungby (1830) – Gångvad (1781) – Össjö (Rv13)
- Länsväg M 1807: Kvidinge (1815) – Vallaröd (1830)
- Länsväg M 1808: Vrams Gunnarstorp (1244) – Björkdalen (Rv21)
- Länsväg M 1809: Gråmanstorp (Rv13) – Gråmanstorps kyrka (1809.01) – Lyckås (Rv13)
- Länsväg M 1809.01: förbindelseväg vid Gråmanstorps kyrka (1809, Rv13, 1826)
- Länsväg M 1811: Kvidinge (1815)
- Länsväg M 1812: Kvidinge (1815) – Björkedal (Rv21) – Maglaby
- Länsväg M 1815: Rörspjäll (Rv21) – Kvidinge (1807, 1780, 1811, 1812) – V Sönnarslöv – Klippan (Rv13)
- Länsväg M 1816: V Sönnarslöv (Rv21) – Hörsgård (1817, 1212) – Klintarp (1818) – Krika (1819) – Ljungby (1823) – Svenstorp (Rv13)
- Länsväg M 1817: Hörsgård (1816) – Stackarp (1818) – Forsby (1819)
- Länsväg M 1818: Klippan (Stackarpsvägen) – Stackarp (1817) – Klintarp (1816) – Klövahallar
- Länsväg M 1819: Krika (1816) – Forsby (1817) – Klippans bruk (Rv21) – Klippan (Krikavägen)
- Länsväg M 1820: Nybygget (Rv21) – Söndraby (1822, 1827)
- Länsväg M 1822: Söndraby (1820, 1827) – Hyllstofta (1828, 1828, 1869.01, 1869)
- Länsväg M 1823: Klåveröd (1252, 1228) – Ljungby (1816) – Ljungbyhed (1824, 1825) – Spången (Rv13, 108)
- Länsväg M 1824: väg till och förbi F5-området i Ljungbyhed (1823, 1825)
- Länsväg M 1825: Brandsberga (1860, Rv13, 108) – Ljungbyhed (1823) – Ljungbyhed (1824, Rv13)
- Länsväg M 1826: Gråmanstorp (Rv13, 1809.01) – Stidsvig (1831)
- Länsväg M 1827: Söndraby (1820, 1822) – Vedby (1827.01) – Troedstorp (1832) – Hjälmsjö (1848)
- Länsväg M 1827.01: Vedby (1827) – Söndraby (Kvarnvägen)
- Länsväg M 1828: väg till och förbi Hyllstofta järnvägsstation (1822, 1822)
- Länsväg M 1830: Åstorp (1244, 2615, 2614, 1759) – trafikplats Grytevad (Rv21) – Grytevad (1770) – Björnekulla hed (1772) – Vallaröd (1807) – Tranarp (1780) – Hjälmslund (1781) – Ö Ljungby (Rv13, 1804, 1830.01, 1830.01) – Stidsvig (1831). Genomfart Åstorp: Västergatan, Grytevadsvägen. Ö Ljungby: Storgatan
- Länsväg M 1830.01: väg till och förbi Ö Ljungby kyrka (1830, 1830)
- Länsväg M 1831: trafikplats 69 Mölletofta (E4) – Mölletofta (1838) – Stidsvig (1830, 1826) – Extraco
- Länsväg M 1832: Eket (Kungsleden) – Troedstorp (1827)
- Länsväg M 1835: Lemmeshult (Rv24) – Vemmentorp (1849) – Sällerås (1837)
- Länsväg M 1836: Florshult (Rv24) – Boalt (1837) – Hallands läns gräns norr om Boalt (– Hishult N 514)
- Länsväg M 1837: Boalt (1836) – Sällerås (1835) – cirkulationsplats Fagerhult (1840) – trafikplats 73 Skånes-Fagerhult (E4)
- Länsväg M 1838: Mölletofta (1831) – trafikplats 70 Eket (E4) – Eket (1797) – Eket N (1846)
- Länsväg M 1840: Örkelljunga (Rv24) – Åsljunga (1849, 1876) – Skånes Värsjö (1887) – cirkulationsplats Fagerhult (1837) Skånes Fagerhult (1842) – Yxenhult (1890) – Kronobergs läns gräns (– Markaryd G 520)
- Länsväg M 1842: Skånes-Fagerhult (1840) – Björnholm (1845) – Kronobergs läns gräns vid Grettatorp (– Markaryd G 500)
- Länsväg M 1845: (N 515 Hishult –) Hallands läns gräns vid Skogsgård – Trulsabygget – Björnholm (1842)
- Länsväg M 1846: trafikplats 71 Ljungaskog (E4) – Eket N (1838) – Örkelljunga (114)
- Länsväg M 1848: Bälinge (Rv24, 108) – Hjälmsjö (1827)
- Länsväg M 1849: Åsljunga (1840) – Vemmentorp (1835)
- Länsväg M 1850: Hönsholma (1873) – Ned Galthult (1875)
- Länsväg M 1851: Häljalt (108) – Vasabygget (1873)
- Länsväg M 1857: Tyringe (Rv21, 1900) – Tvärskog (1922) – Vänarp (1924) – Finja (1901)
- Länsväg M 1860: Härsnäs (Rv13) – Allarp (1861) – Brandsberga (1825) – Spången (Rv13, 108)
- Länsväg M 1861: Skäralid (Rv13, 108) – Allarp (1860)
- Länsväg M 1863: Röstånga (Rv13, 108) – V Forestad (1864, 1866) – Ö Forestad (1867) – Färingtofta (1865) – Perstorps fabriker (1868, Rv21)
- Länsväg M 1864: V Forestad (1863, 1866) – Riseberga (1865)
- Länsväg M 1865: Spången (Rv13, 108) – Riseberga kyrka (1868) – Riseberga (1864) – Färingtofta (1863) – Färingtofta kyrka (1867, 1867.02) – Färingtofta skola (1867.01) – Ågerupsmölla (1323, 1324)
- Länsväg M 1866: S Hultarp (1285, 1319) – V Forestad (1863, 1864)
- Länsväg M 1867: Ö Forestad (1863) – Färingtofta (1867.01) – Färingtofta kyrka (1865)
- Länsväg M 1867.01: Färingtofta (1867) – Färingtofta skola (1867.02, 1865)
- Länsväg M 1867.02: förbindelseväg i Färingtofta (1867.01, 1865)
- Länsväg M 1868: Riseberga kyrka (1865) – Perstorps fabriker (1863)
- Länsväg M 1869: Hyllstofta (Rv21, 1822, 1869.01) – Ebbarp (1872) – Harholma (108)
- Länsväg M 1869.01: förbindelseväg i Hyllstofta (1822, 1869)
- Länsväg M 1872: Ebbarp (1869) – Perstorps kyrka (108)
- Länsväg M 1873: Perstorp, Oderljungavägen – Hönsholma (1850) – Vasabygget (1851) – Blaholma (Rv24) – Harastorp (1875)
- Länsväg M 1874: V Torup (Rv21, 1875) – Maglehult (1900)
- Länsväg M 1875: V Torup (Rv21) – Barkhult (1880) – Ned Galthult (1850) – Röke (Rv24) – Röke (Rv24, 1881, 1885, 1882) – Harastorp (1873) – Tallmo (1887, 1887.01) – Hårsjö (1883) – Snickaretorp (1888) – Vittsjö (117)
- Länsväg M 1876: Bälinga (Rv24, 108) – Åsljunga (1840)
- Länsväg M 1877: Smedeboda (Rv21) – Deleberga (1900) – Matteröds kyrka (1923)
- Länsväg M 1878: Tyringe (Rv21) – Hörja (1878.01) – Hörja kyrka (Rv24) – Röshult (1884) – Möllarp (1895)
- Länsväg M 1878.01: förbindelseväg i Hörja (1878, Rv24) (Byaliden)
- Länsväg M 1879: väg till N Åkarps kyrka (1885)
- Länsväg M 1880: Barkhult (1875) – Krattabygget (1881)
- Länsväg M 1881: Röke (1875) – Kädarp (1882) – Källstorpsudden (Rv24) – Krattabygget (1880) – Källstorp (Rv24)
- Länsväg M 1882: Röke (1875, 1885) – Kädarp (1881)
- Länsväg M 1883: Önnarp (1885) – Kvidala (1886) – Hårsjö (1875)
- Länsväg M 1884: Harabygget (Rv24) – Röshult (1878)
- Länsväg M 1885: Röke (1875, 1882) – Önnarp (1883) – Hågnarp (1886) – Nyhem (1895) – Bjärnum (1879, 117)
- Länsväg M 1886: Kvidala (1883) – Hågnarp (1885) – Hillarp (1895) – Mala (1899) – Mala järnvägsstation (1898)
- Länsväg M 1887: Tallmo (1875, 1887.01) – Värsjönäs (1888) – Skånes Värsjö (1840)
- Länsväg M 1887.01: förbindelseväg i Tallmo mot Vittsjö (1875)
- Länsväg M 1888: Värsjönäs (1887) – Rommentorp (1889) – Snickaretorp (1875)
- Länsväg M 1889: Rommentorp (1888) – Oretorp (1890)
- Länsväg M 1890: Yxenhult (1840, 1891) – Oretorp (1889) – Havraljunga (117)
- Länsväg M 1891: Yxenhult (1890) – Emmaljunga (117, 1946)
- Länsväg M 1894: Smedstorp (Rv21, 1922) – Hörlinge (Rv24, 1898)
- Länsväg M 1895: Hörlinge (1898) – Möllarp (1878) – Hillarp (1886) – Nyhem (1885)
- Länsväg M 1896: Skansen (1901) – Vankiva gård (1897, 117)
- Länsväg M 1897: Vankiva gård (1896) – Vankiva (1925.03, 1925) – Piltahuset (1898)
- Länsväg M 1898: Hörlinge (Rv24, 1895) – Piltahuset (1897) – Mala skola (1898.01) – Mala järnvägsstation (1886, 117)
- Länsväg M 1898.01: förbindelseväg i Mala (117) (Florrödsvägen)
- Länsväg M 1899: Mala (1886) – Bjärnum (117)

## 1900–1999
- Länsväg M 1900: Skudderup (1913, 1329) – Maglehult (1874, 1915) – Isakstorp (1923) – Deleberga (1877) – Tyringe (1857, Rv21)
- Länsväg M 1901: trafikplats Finja (Rv21, Rv24) – Finja (1857) – Skansen (1896) – Hässleholm (1902) – Röinge (Rv23) trafikplats Ignaberga (2026, Rv21, 2023)
- Länsväg M 1902: Sandåkra (Rv23) – Nösdala (1917) – Äspet (1919) – Hässleholm (1901) – trafikplats Vankiva (Rv21, 117)
- Länsväg M 1905: Sösdala (1344, 1908, 1978) – Stränte (1905.01) – Brönnestad (1917)
- Länsväg M 1905.01: Stränte (1905) – Skea (Rv23)
- Länsväg M 1908: Gripstorp (1913) – St Hälde (1915) – Vävarehuset (1916) – Vannaröd (1338) – Sösdala (1344, 1905) – Sösdala järnvägsstation (1978)
- Länsväg M 1913: Skudderup (1329, 1900) – Tommaholma (1330) – Gripstorp (1325)
- Länsväg M 1915: St Hälde (1908) – Maglehult (1900)
- Länsväg M 1916: Vävarehuset (1908) – Brönnestad (1917)
- Länsväg M 1917: Matteröds kyrka (1923) – Knutstorp (1922) – Brönnestad (1916, 1905) – Nösdala (1902)
- Länsväg M 1919: Elestorp (1902) – Tormestorp – Hässleholm (S Kringelvägen)
- Länsväg M 1922: Knutstorp (1917) – L Skyrup (1923) – Mjölkalånga (1924) – Tvärskog (1857) – Smedstorp (Rv21, 1894)
- Länsväg M 1923: Isakstorp (1900) – Matteröds kyrka (1877, 1917) – L Skyrup (1922)
- Länsväg M 1924: Mjölkalånga (1922) – Vänarp (1857)
- Länsväg M 1925: Vankiva (1897, 1925.03) – Vankiva hållplats (117) – Vankiva skola (1926) – Gammalstorp (1930) – Farstorps kyrka (1935) – Länekärr (1937, 1938) – Brogården (1940) – Verum (1942, 1925.02, 1944) – Grantorpet (1945) – Visseltofta (1950)
- Länsväg M 1925.02: väg till Verums kyrka
- Länsväg M 1925.03: förbindelseväg i Vankiva mot Vankiva kyrka (1897)
- Länsväg M 1926: Vankiva skola (1925) – Ballingslöv (1927)
- Länsväg M 1927: Näs Mossen (Rv23) – Arkelstorp (1928) – Ballingslöv (1926) – Ballingslövs järnvägsstation (1930) – Algustorp (Rv23)
- Länsväg M 1928: Stoby (119) – Arkelstorp (1927)
- Länsväg M 1929: N Sandby (119) – Furutorpet (1929.01) – Algustorp (Rv23)
- Länsväg M 1929.01: Furutorpet (1929) – Ekeberga (Rv23)
- Länsväg M 1930: Ballingslövs järnvägsstation (1927) – Ballingslöv (1931) – Gammalstorp (1925) – N Fredskog (1933) – Bjärnum (117)
- Länsväg M 1931: Ballingslöv (1930) – Tockarp (1934)
- Länsväg M 1932: Brasakallt (119) – Rävninge (Rv23)
- Länsväg M 1933: Skeröd (117) – N Fredskog (1930)
- Länsväg M 1934: Algustorp (Rv23) – Tockarp (1931) – Kälkarp (1935)
- Länsväg M 1935: Farstorps kyrka (1925) – Kälkarp (1934) – N Essestorp (1938) – Sjörröd (1939) – Hästveda (1940, 2520, 1959)
- Länsväg M 1936: Bjärnum (117) – Dalsjö (1937) – Stavshult (1942)
- Länsväg M 1937: Dalsjö (1936) – Länekärr (1925)
- Länsväg M 1938: Länekärr (1925) – N Essestorp (1935)
- Länsväg M 1939: Lursjön – Sjörröd (1935)
- Länsväg M 1940: Hästveda (1935) – Jägersborg (1941) – Brogården (1925)
- Länsväg M 1941: Jägersborg (1940) – Osby (2141, Rv15, 1954) – Nya Visseltoftavägen (Rv15)
- Länsväg M 1942: Vittsjö (117, 1942.01) – Ekholmen (1958) – Stavshult (1936) – Verum (1925)
- Länsväg M 1942.01: förbindelseväg i Vittsjö (117) (Gamla vägen)
- Länsväg M 1944: Verum (1925, 1925.02) – Holmö (Rv15)
- Länsväg M 1945: Grantorpet (1925) – Vesljunga (1946)
- Länsväg M 1946: Emmaljunga (117, 1891, 1947) – Björstorp (1948) – Boalt (1949) – Vesljunga (1945) – Visseltofta (1950)
- Länsväg M 1947: väg genom Emmaljunga (117, 1946)
- Länsväg M 1948: Havraljunga (117) – Björstorp (1946)
- Länsväg M 1949: Boalt (1946) – Kronobergs läns gräns vid Bröna sjö (– Markaryd G 572)
- Länsväg M 1950: Sjöalt (Rv15) – Visseltofta (1925, 1946, 1951)
- Länsväg M 1951: Visseltofta (1950, 1951.01, Rv15) – Kronobergs läns gräns vid Brötan (– Hallaryd G 574)
- Länsväg M 1951.01: väg till Visseltofta kyrka
- Länsväg M 1952: Gräsljunga (Rv15) – Visseltofta (1950) – Kylen (1953) – Björkerås (1954)
- Länsväg M 1953: Osby (Rv15) – Kylen (1952) – Kronobergs läns gräns vid Bejstorp (– Hallaryd G 575)
- Länsväg M 1954: Osby (Rv15, 1941) – Björkerås (1952) – Kronobergs läns gräns vid Björkerås (– Hallaryd G 576)
- Länsväg M 1955: (G 571 Hallaryd –) Kronobergs läns gräns vid Gnubbefälle – Killeberg (1956, Rv23)
- Länsväg M 1956: Bökeberga (Rv23) – Killeberg (1955) – Loshult (Rv23)
- Länsväg M 1958: Vittsjö skans (117) – Ekholmen (1942)
- Länsväg M 1959: Hästveda (Rv23, 1935, 2521, 2520) – Osby (2541, 2121, Rv15)
- Länsväg M 1973: Röslöv (1978) – Ljungarum (2000)
- Länsväg M 1975: Spångahus (Rv23, 1369) – Hundsberg (1976)
- Länsväg M 1976: Kvesarum (1335) – Hundsberg (1975) – Ynglingarum (1977) – Gunnarp (Rv23)
- Länsväg M 1977: Ynglingarum (1976) – Häglinge (1978)
- Länsväg M 1978: Funderset (1345, 1347) – Häglinge (1977) – Häglinge kyrka (1979) – Röslöv (1973) – trafikplats Sösdala (Rv23) – Sösdala järnvägsstation (1908) – Sösdala (1905)
- Länsväg M 1979: Häglinge kyrka (1978) – Ö Häglinge (1981) – Sjörup (1343) – Äsphults kyrka (1982) – Råbockarp (1985) – Liarum (1986) – Sätaröd (1991, 1988, E22)
- Länsväg M 1981: Ö Häglinge (1979) – Bjärröd (2000)
- Länsväg M 1982: Linderöd (E22, 1092, 1982.01) – Äsphults kyrka (1979)
- Länsväg M 1982.01: väg till Linderöds kyrka
- Länsväg M 1985: Råbockarp (1979) – Rickarum (2000)
- Länsväg M 1986: Spångarp (E22) – Liarum (1979)
- Länsväg M 1988: Tågarp (E22) – Sätaröd (1979)
- Länsväg M 1990: Rickarum (2000) – Årröd (1995) – L Årröd (1991) – Skättilljunga (1997, 1992) – Tollarp (1998, 1998, E22, 1642). Genomfart: Tollarp: Borgargatan, Kungsvägen
- Länsväg M 1991: Sätaröd (1979) – L Årröd (1990)
- Länsväg M 1992: V Vram (E22, 1671) – Skättilljunga (1990)
- Länsväg M 1995: Årröd (1990, 1996) – Djurröds kyrka (2000)
- Länsväg M 1996: Årröd (1995) – Venestad (2000)
- Länsväg M 1997: Skättilljunga (1990) – Tullsåkra (1998)
- Länsväg M 1998: Tollarp (E22, 1624, 1990, 1990) – Tullsåkra (1997) – Bröd (1999) – Träne (2000)
- Länsväg M 1999: Bröd (1998) – Nöbbelöv (E22, 1644)

## 2000–2099
- Länsväg M 2000: N Mellby (Rv23) – N Melby kyrka (2000.01) – Adseke (2002) – Ljungarum (1973) – Bjärröd (1981) – Rickarum (2003, 1985, 1990) – Djurröds kyrka (1995, 2006) – Venestad (1996) – Träne (2007, 2000.02, 1998) – Ovesholms gård (2008) – Vä (1655)
- Länsväg M 2000.01: N Mellby kyrka (2000) – Skea (Rv23)
- Länsväg M 2000.02: väg till Träne kyrka
- Länsväg M 2002: Adseke (2000) – Krokaröd (2003)
- Länsväg M 2003: Rickarum (2000) – Krokaröd (2002) – Vagnaröd (2005) – Dammhuset (2010)
- Länsväg M 2004: Djurröd (2006) – Ö Ejaröd (2005) – Vanneberga (Rv21, 2030)
- Länsväg M 2005: Vagnaröd (2003) – Ö Ejaröd (2004) – Åkeboda (2006) – Sönnerlycke (2012, 2007) – Bockeboda (2013) – Skepparslöv (2014)
- Länsväg M 2006: Djurröds kyrka (2000) – Djurröd (2004) – Åkeboda (2005)
- Länsväg M 2007: Träne (2000) – Sönnerlycke (2005)
- Länsväg M 2008: Ovesholms gård (2000) – Skepparslöv (2014) – Ekeberg (Rv21)
- Länsväg M 2010: Sandåkra (Rv23) – Dammhuset (2003) – Lommarp (2026) – trafikplats Lommarp (Rv21, 2025)
- Länsväg M 2012: Sönnerlycke (2005) – Ullstorp (Rv21)
- Länsväg M 2013: Bockeboda (2005) – trafikplats Önnestad (Rv21) – Dunkagården (2014) – Önnestad (2035, 2013.01, 2013.02) – Färlöv (Rv19, 2041)
- Länsväg M 2013.01: förbindelseväg i Önnestad söder om järnvägen (2035) (Focks väg)
- Länsväg M 2013.02: förbindelseväg i Önnestad norr om järnvägen (2035) (Levins väg)
- Länsväg M 2014: Vä (1655) – Skepparslöv (2016, 2008, 2005) – Kungsborg (Rv21) – Backasmedjan (2035) – Dunkagården (2013)
- Länsväg M 2015: Ekeberg (Rv21) – Karpalund (2015.01, Rv19)
- Länsväg M 2015.01: förbindelseväg i Karpalund mot Vinnö (Rv19)
- Länsväg M 2016: Skepparslöv (2014) – Öllsjö (2020, 2019) – Slättäng (1657)
- Länsväg M 2019: Vä (1655) – Öllsjö (2016)
- Länsväg M 2021: Röinge (Rv23) – Attarp (2023)
- Länsväg M 2022: cirkulationsplats Ljunghuset (Rv23, 119) – Grantinge (2023)
- Länsväg M 2023: trafikplats Ignaberga (1901, Rv21) – Attarp (2021) – Grantinge (2022) – Kvistalånga (119)
- Länsväg M 2025: trafikplats Lommarp (Rv21, 2010) – Vinslöv (2590, 2030). Genomfart Vinslöv: Lommarpsvägen, Stora Torggatan
- Länsväg M 2026: Ignaberga (1901) – Ignaberga kyrka (2027, 2026.01, 2026.01) – Lommarp (2010)
- Länsväg M 2026.01: väg till och förbi Ignaberga gamla kyrka (2026, 2026)
- Länsväg M 2027: Gulastorp (Rv23) – Ignaberga kyrka (2026)
- Länsväg M 2029: Ullstorp (Rv21) – Fridhem (2033)
- Länsväg M 2030: Vanneberga (Rv21, 2004) – Vinslöv (2025, 2590, 2591) – Norregård (2031) – Sörby (2035) – Långaröd (2045) – Gumlösa kyrka (2032) – N Sinclairsholm (2050). Genomfart Vinslöv: Vannebergavägen, Storgatan, Sörbyvägen
- Länsväg M 2031: Norregård (2030) – Fjärlöv (2032)
- Länsväg M 2032: Fredriksfält (119) – Fjärlöv (2031) – Gumlösa kyrka (2030)
- Länsväg M 2033: Vanneberga (Rv21) – Fridhem (2029, 2034, 2035)
- Länsväg M 2034: väg till och förbi Göinge Fridhems järnvägsstation (2033, 2035)
- Länsväg M 2035: Backasmedjan (2014) – Önnestad (2013, 2013.01, 2013.02) – Skoglösa (2039) – Fridhem (2033, 2034) – Kålaberga (2038) – Åraslöv (2591) – Sörby (2030)
- Länsväg M 2038: Kålaberga (2035) – N Strö (2591)
- Länsväg M 2039: Skoglösa (2035) – N Strö (2591)
- Länsväg M 2040: Färlöv (Rv19) – N Strö (2591) – N Strö kyrka (2043)
- Länsväg M 2041: Färlövs skola (Rv19, 2013) – Harastorp (118, 2052)
- Länsväg M 2042: väg genom Bjärlöv (Rv19, 118, 2044)
- Länsväg M 2043: N Strö (2591) – N Strö kyrka (2040) – Övarp (2044)
- Länsväg M 2044: Bjärlöv (Rv19, 2042) – Övarp (2043) – Västerslöv (2045)
- Länsväg M 2045: Långaröd (2030) – Spånga (2047) – Västerslöv (2044) – Kviinge kyrka (2046) – Hanaskog (Rv19)
- Länsväg M 2046: Kviinge kyrka (2045) – Almö (Rv19)
- Länsväg M 2047: Spånga (2045) – Vanås (2050)
- Länsväg M 2050: N Sandby kyrka (119) – N Sandby (2050.01) – N Sinclairsholm (2030) – Vanås (2047, 2094) – Knislinge kyrka (2095, 2054, 2053) – Haraberga (2097) – Hjärsås kyrka (2099, 2055) – Tubbarp (2102) – Värestorp (2056)
- Länsväg M 2050.01: förbindelseväg i N Sandby mot Broby (119)
- Länsväg M 2051: Värestorp (2050, 2056, 2051.01) – Arkelstorp (2060.03, 2060, 2106) – Svartetorp (2072, 2108) – Vånga (2109, 2073) – Västanå (2091, 2091.01, 2088) – Näsum (2082, 116)
- Länsväg M 2051.01: förbindelseväg i Värestorp mot Immeln (2056)
- Länsväg M 2052: Harastorp (118, 2041) – Torsebro (2052.01) – Fjälkestad (2056)
- Länsväg M 2052.01: Torsebro (2052) – Tjälleborg (118)
- Länsväg M 2053: Knislinge (2050) – Bivaröd (2055) – Äsperöd (2056)
- Länsväg M 2054: väg genom Knislinge (Rv19, 2050, Rv19)
- Länsväg M 2055: Bivaröd (2053) – Hjärsås kyrka (2050)
- Länsväg M 2056: Kristianstad (E22.01, 2057) – Näsby (1648) – Rödaled (118) – Stenslid (2060) – Fjälkestad (2052) – Äsperöd (2053) – Olastorp (2067) – Värestorp (2050, 2051, 2051.01) – Immeln (2056.01) – Dönaberga (2103) – Hörnestorp (2101). Genomfart Kristianstad: Snapphanevägen
- Länsväg M 2056.01: väg till båtplats i Immeln
- Länsväg M 2057: Härlöv (Rv19, 1657) – Vilan (1648) – Kristianstad (2056, E22.01) – Hammar (118). Genomfart Kristianstad: Långebrogatan, S Boulevarden
- Länsväg M 2060: Stenslid (2056) – Balsby (2063) – Österslöv (2066) – Gårrö (2067) – Arkelstorp (2060.03, 2070, 2051, 2106)
- Länsväg M 2060.03: förbindelseväg i Arkelstorp mot Värestorp (2051) (Torparebacken)
- Länsväg M 2061: Hammar (118) – Fjälkinge (2062, 2064)
- Länsväg M 2062: Nosaby (118) – Mossagården (2063) – Fjälkinge (2061, 2064, 2073) – Jarls fure (E22)
- Länsväg M 2063: Mossagården (2062) – Balsby (2060)
- Länsväg M 2064: Fjälkinge (2061, 2062) – Rosendal (2066)
- Länsväg M 2066: Bäckaskog (E22, 2066.01) – Kiaby (2073, 2073) – Rosendal (2064) – Österslövs kyrka (2060)
- Länsväg M 2066.01: Bäckaskog (2066) – V Ljungby (E22)
- Länsväg M 2067: Olastorp (2056) – Gårrö (2060)
- Länsväg M 2068: Söndraby (2070) – Oppmanna (2070)
- Länsväg M 2070: Barum (2073) – Söndraby (2070.01, 2070.01, 2068) – Oppmanna (2068, 2072, 2070.02, 2070.02) – Arkelstorp (2060)
- Länsväg M 2070.01: väg i Söndraby (2070, 2070)
- Länsväg M 2070.02: väg i Oppmanna (2070, 2072, 2070)
- Länsväg M 2071: Gualövs kyrka (2079) – Kjuge (2073)
- Länsväg M 2072: Oppmanna (2070, 2070.02) – Svartetorp (2051)
- Länsväg M 2073: Viby (1659, 118) – Olsgård (1665) – trafikplats 41 Fjälkinge (E22) – cirkulationsplats Fjälkinge – Fjälkinge (2062) – Kiaby (2066, 2066) – Kjuge (2071) – Barum (2074, 2070) – Vånga (2051)
- Länsväg M 2074: Barum (2073) – Barum (färjeläget) – färjeled över Ivösjön – Ivö (färjeläget) – Ivö (2075, 2076, 2077, 2076, 2074.02) – Hovgården
- Länsväg M 2074.02: väg till Ivö kyrka på Ivö
- Länsväg M 2075: Kornlyckevägen på Ivö (2074, 2077)
- Länsväg M 2076: Kungsvägen på Ivö (2074, 2074)
- Länsväg M 2077: Ivö (2074, 2075) – Ivöklack
- Länsväg M 2078: trafikplats 44 Bromölla (2083, E22) – Valje (2085) – Blekinge läns gräns vid Valje (K 524)
- Länsväg M 2079: Sjögård (2080) – Gualövs kyrka (2071) – Gualöv (1670, 2080)
- Länsväg M 2080: Sjögård (E22, 2079) – Gualöv (1670, 2079, 2083)
- Länsväg M 2082: Näsum (116) – Näsums kyrka (2082.01) – Näsum (2051)
- Länsväg M 2082.01: förbindelseväg vid kyrkan i Näsum (2082, 2088)
- Länsväg M 2083: trafikplats 43 Gualöv (E22) – Nymölla (1669) – Havgård (2085) – trafikplats 44 Bromölla (2078, E22, 116) (Jägartorpet) – Gualöv (2080) – trafikplats 43 Gualöv (E22)
- Länsväg M 2084: Bromölla (116) – Grödby (2084.01, 2085)
- Länsväg M 2084.01: förbindelseväg i Grödby mot Näsum (2085, 2086) (Håkanrydsvägen)
- Länsväg M 2085: Havgård (2083) – Valje (2078) – Grödby (2084, 2086, 2084.01) – Råby (2085.01, 116)
- Länsväg M 2085.01: väg i Råby (116)
- Länsväg M 2086: (K 521 Sölvesborg –) Blekinge läns gräns vid Ynde – Grödby (2085)
- Länsväg M 2087: Skrivarehagen (121) – Blekinge läns gräns vid Skrivarehagen (– Johannesberg K 543)
- Länsväg M 2088: Äskekärra – Näsums kyrka (2082.01) – Västanå (2051)
- Länsväg M 2089: Axeltorp (116) – Garnanäs (116)
- Länsväg M 2091: väg i Västanå (2051)
- Länsväg M 2091.01: förbindelseväg i Västanå mot Näsum (2051) (Västanåvägen)
- Länsväg M 2092: Gonarp (116) – Djupadal – Blekinge läns gräns vid Djupadal (– Kylinge K 534)
- Länsväg M 2094: Vanås (2050) – Gryt (2095)
- Länsväg M 2095: Knislinge (2050) – Gryt (2094, 2096) – Tryggaröd (119)
- Länsväg M 2096: Gryt (2095) – Olinge (Rv19)
- Länsväg M 2097: Haraberga (2050) – Emmislövs kyrka (2098) – Broby (2101)
- Länsväg M 2098: Emmislövs kyrka (2097) – Feleberga (2101)
- Länsväg M 2099: Hjärsås kyrka (2050) – Toarp (2103) – Sibbhult (2145, 2101)

## 2100–2199
- Länsväg M 2100: Färeköp (2121) – Högsma (2118) – Vesslarp (2125) – Stenhagen (119)
- Länsväg M 2101: Broby (119, 2097) – Feleberga (2098) – Sibbhult (2099, 2145, 2121) – Hörnestorp (2056) Ekeshult (2119) – Grimsboda (2126) – Kruseboda (2125) – Lönsboda (Rv15, 119, 121)
- Länsväg M 2102: Tubbarp (2050) – Hylta (2103)
- Länsväg M 2103: Toarp (2099) – Hylta (2102) – Dönaberga (2056)
- Länsväg M 2106: Arkelstorp (2051, 2060) – Kaffatorp (2108) – Skärsnäs (2109) – Blekinge läns gräns vid Hallsjön (– Nyteboda K 540)
- Länsväg M 2108: Kaffatorp (2106) – Svartetorp (2051)
- Länsväg M 2109: Vånga (2051) – Skärsnäs (2106)
- Länsväg M 2110: Tryggaröd (119) – Broby (Rv19, 2115)
- Länsväg M 2111: Hästveda (Rv23) – Glimminge (Rv19, 2112)
- Länsväg M 2112: Glimminge (2111, Rv19, 2115) – Nordanå (2116) – Njura (2113) – Glimåkra (2121)
- Länsväg M 2113: Broby (119, 2101) – Njura (2112)
- Länsväg M 2115: Nöbbelöv (Rv19) – Broby (119, 119, 2500, 2110, 2143) – Glimminge (2112) – Östanå (2115.01, 2116) – Flackarp (Rv23). Genomfart Broby: Köpmannagatan, Storgatan
- Länsväg M 2115.01: Östanå (2115) – Fremmenaryd (Rv23)
- Länsväg M 2116: Nordanå (2112) – Östanå (2115)
- Länsväg M 2118: Glimåkra (119) – Högsma (2100)
- Länsväg M 2119: Ekeshult (2101) – Breanäs
- Länsväg M 2120: Glimåkra (2122) – V Kalhult (Rv23, 2123.01)
- Länsväg M 2121: Sibbhult (2101) – Färeköp (2100) – Glimåkra (119, 2112) – Dubbarp (Rv23, 2123) – Osby (1959)
- Länsväg M 2122: Glimåkra (119, 2120) – Boalt (Rv15, 2122.01) – Kräbbleboda (2130) – Nedraryd (2129) – Biskopsgården (121)
- Länsväg M 2122.01: förbindelseväg i Boalt mot Kräbbleboda (2122)
- Länsväg M 2123: Dubbarp (2121, 2123.01) – Marklunda (1950)
- Länsväg M 2123.01: Dubbarp (2123) – V Kalhult (Rv23, 2120)
- Länsväg M 2125: Vesslarp (2100) – Kruseboda (2101)
- Länsväg M 2126: Grimsboda (2101) – Nyteboda (2132) – Blekinge läns gräns vid L Nyteboda (– Vilshult K 540)
- Länsväg M 2128: Svenstorp (Rv15) – Åbrolla (2130) – Marestorp (2134)
- Länsväg M 2129: Nedraryd (2122) – Lönsboda (121)
- Länsväg M 2130: Åbrolla (2128) – Kräbbleboda (2122)
- Länsväg M 2132: Nyteboda (2126) – Gisslaboda (2133) – Lönsboda (Rv15)
- Länsväg M 2133: Gisslaboda (2132) – Gylsboda hållplats
- Länsväg M 2134: Killeberg (Rv23) – Marestorp (2128) – N Hulta (121)
- Länsväg M 2136: Hökön (121, 2137) – Kronobergs läns gräns vid Björstorp (– Fanhult G 638)
- Länsväg M 2137: Duvhult (121) – Hövidstorp (2138) – Hökön (2137.01, 2136)
- Länsväg M 2137.01: Hökön (2137) – Ljungbacken (121)
- Länsväg M 2138: Hövidstorp (2137) – Kronobergs läns gräns vid Gemön (– Sänneshult G 639)
- Länsväg M 2139: Tosthult (119) – Kronobergs läns gräns vid Trulsatorp (– Häradsbäck G 640)
- Länsväg M 2143: väg till f d vårdcentral i Broby (2115)
- Länsväg M 2144: (K 596 Skälmershult –) Blekinge läns gräns vid Ulvshult – Tosthult (119)
- Länsväg M 2145: Bygatan i Sibbhult (2099, 2101)
- Länsväg M 2146: Bökestads sågmölla – Blekinge läns gräns söder Boafall (– Jämshög K 536)
- Länsväg M 2148: väg till Kärraboda hållplats (121)

## 2500–2599
- Länsväg M 2500: Västergatan i Broby (119, 2115)
- Länsväg M 2520: Ö Järnvägsgatan i Hästveda (1935, 2521, 1959)
- Länsväg M 2521: Karlavägen i Hästveda (2520, 1959)
- Länsväg M 2541: Mossvägen – S Portgatan i Osby (Rv15, 1941, 1959)
- Länsväg M 2562: Östergatan – Simrishamnsvägen i Tomelilla (1544, 2562.01, 1545)
- Länsväg M 2562.01: Brogatan – Gustafs Torgs norra sida i Tomelilla (1544)
- Länsväg M 2563: Byavägen i Tomelilla (1561, 1544)
- Länsväg M 2564: Södra vägen – Klintgatan i Tomelilla (1561, 1544)
- Länsväg M 2590: Industrigatan i Vinslöv (2025, 2030)
- Länsväg M 2591: N Järnvägsgatan i Vinslöv (2030) – Åraslöv (2035) – N Strö (2038, 2043, 2039, 2040) – Bjärlöv (Rv19). Genomfart Vinslöv: Åraslövsvägen

## 2600–2699
- Länsväg M 2614: väg till järnvägsstation i Åstorp (1830)
- Länsväg M 2615: väg genom Åstorp (1759, 1830). Genomfart Åstorp: Ji-Tegatan – Annedalsgatan – Ormastorpsgatan